# Kaiserlich Japanische Marine
Die Kaiserlich Japanische Marine (KJM; jap. 大日本帝國海軍 Shinjitai: 大日本帝国海軍 Dai-Nippon Teikoku Kaigunⓘ oder 日本海軍 Nippon Kaigun), wörtlich Marine des Kaiserreichs Großjapan war die Seestreitmacht des Kaiserreichs Großjapan. Ihr Aufbau begann 1869 und sie stieg bis zum Pazifikkrieg 1937, neben der United States Navy und der Royal Navy, zu einer der stärksten Seemächte der Welt auf. Sie unterstand einem Admiralstab und wurde vom Marineministerium verwaltet. Neben der Kaiserlich Japanischen Armee war sie einer von zwei Teilen der Streitkräfte im Japanischen Kaiserreich, die in Kriegszeiten zusammen vom Daihon’ei kommandiert wurden.

## Geschichte
Bereits zum Ende des 16. Jahrhunderts hatte es unter dem Reichseiniger Toyotomi Hideyoshi eine erste gesamtjapanische Flotte gegeben, die aber im Imjin-Krieg von der koreanischen Kriegsmarine geschlagen wurde. Bis in die erste Hälfte des 17. Jahrhunderts bauten die Japaner Hochseeschiffe, die sich am westlichen Standard orientierten. Doch nachdem die Regierung (Tokugawa-Shōgunat) sich mit der Abschließung Japans für eine Isolationspolitik entschieden hatte, wurde die Produktion von hochseetauglichen Schiffen für fast zweieinhalb Jahrhunderte nicht weiter verfolgt. Die maritime Tradition wurde jedoch vom Satsuma-Clan aufrechterhalten, der ab Ende des 19. Jahrhunderts eine Schlüsselrolle in der neuentstandenen Kaiserlichen Marine spielte.

### Japanische Flotten des Mittelalters und der frühen Neuzeit

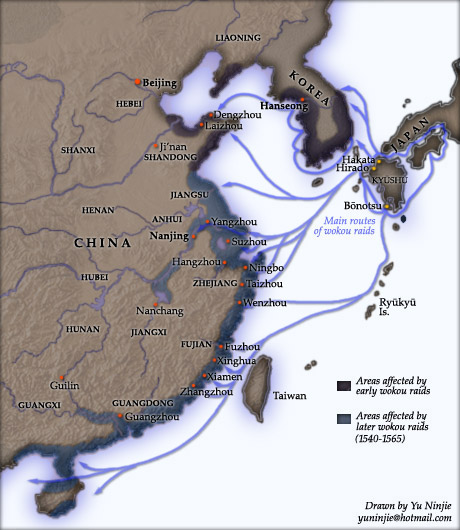
Angriffe japanischer Wokou-Piraten auf China und Korea bis 1563

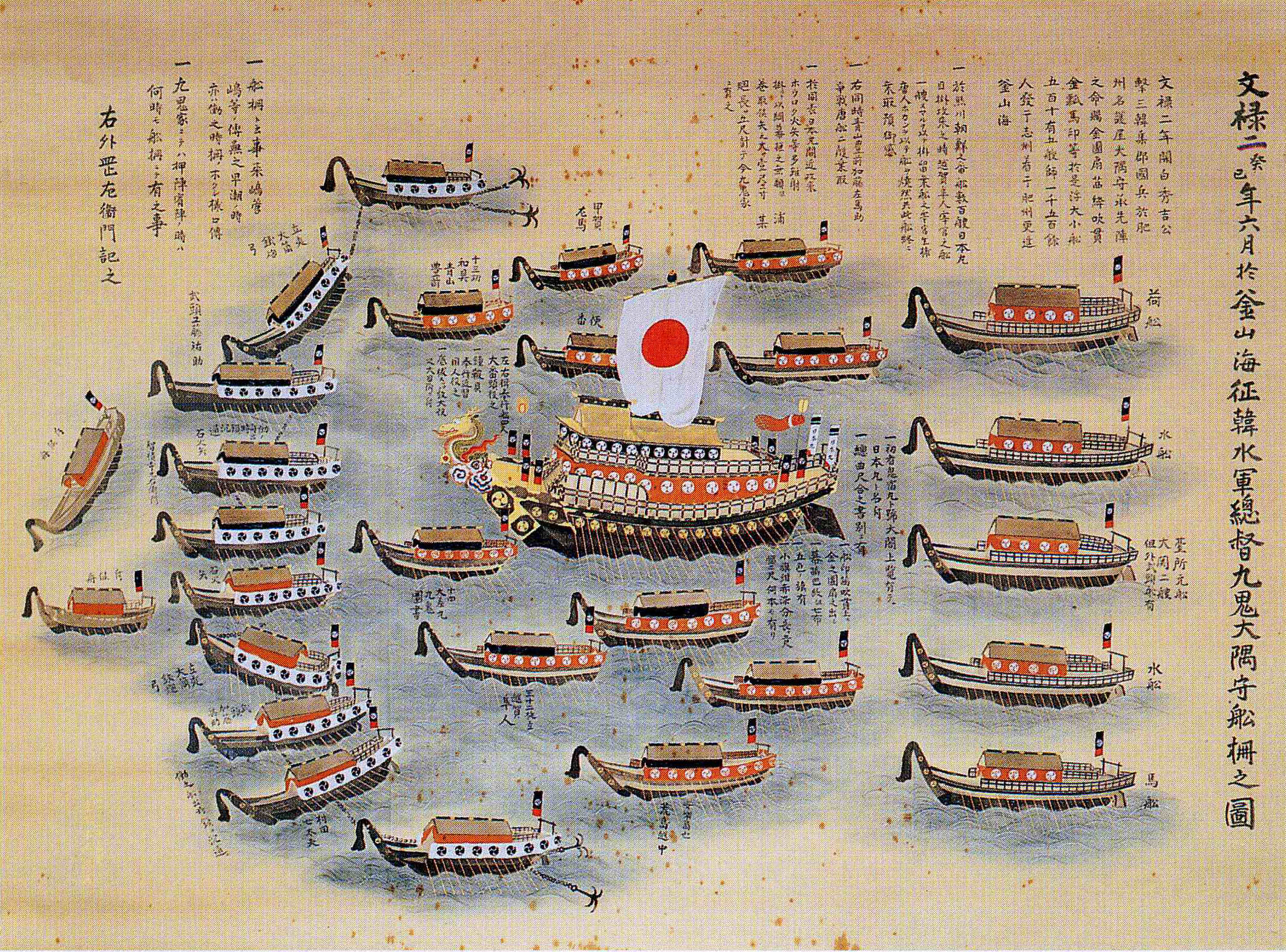
Japanische Invasionsflotte 1592

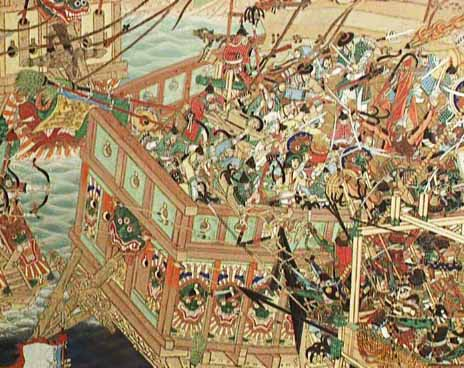
Seeschlacht zwischen Japanern und Koreanern im Imjin-Krieg

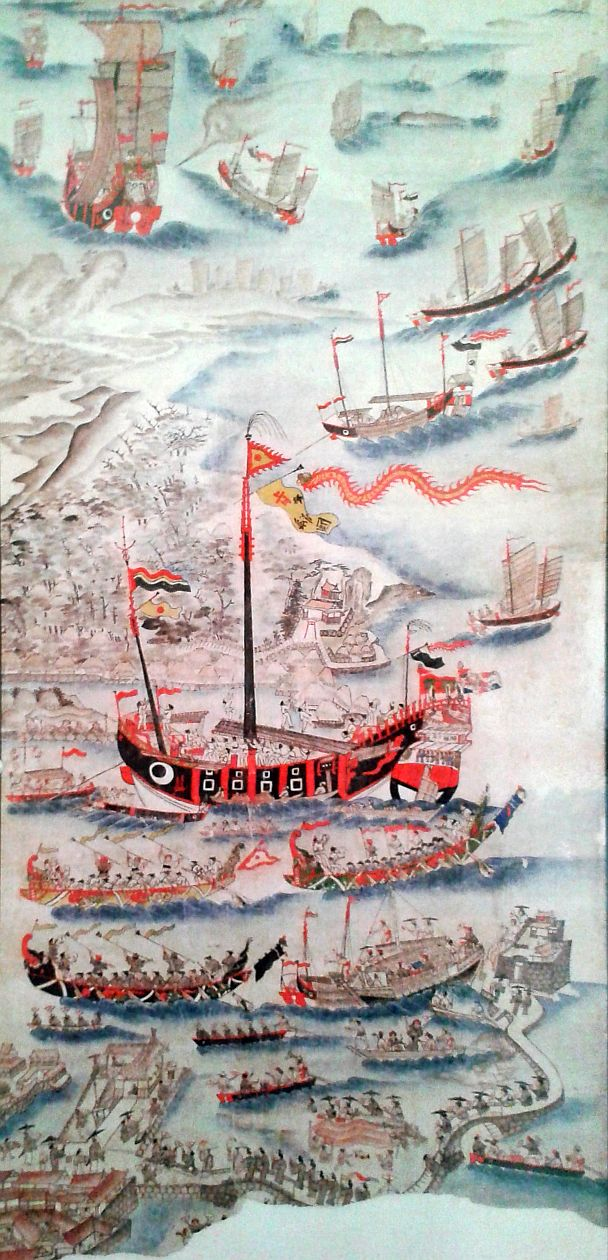
Satsuma-Schiffe vor Okinawa

Die Insellage Japans hat Fischerei und Küstenschifffahrt schon früh aufblühen lassen. Bei den Ainu-Ureinwohnern hatten sich bis ins 20. Jahrhundert der Einbaum, Schilfbündelflöße und Rindenboote erhalten. Die von Koreanern und Chinesen übernommene Schiffsbaukunst machte auch die Japaner zu einem Seevolk und ermöglichte einen Seeverkehr nicht nur nach China und Korea, sondern über Formosa (Taiwan) hinaus bis nach Hinderindien und den Philippinen. Vorherrschender Fahrzeugtypus war zunächst das spantenlose Plankenboot und die aus ihm hervorgegangene Dschunke. Wie bei koreanischen Dschunken waren die Planken des Bodens der Länge nach gelegt (bei chinesischen Dschunken lagen sie quer), während Heck und Ruder chinesischen Dschunken glichen. Der Bug japanischer Dschunken lief demgegenüber spitzer und in einem Klüverbaum mit Stagsegel aus, zur Erleichterung des Wendens und Kreuzens wurden seit dem 19. Jahrhundert nach europäischem Vorbild oft Gaffel- und Sprietsegel eingeführt.
Zu ersten Seegefechten zwischen den um die Macht kämpfenden Feudalfamilien kam es bereits im 12. Jahrhundert. Während des Gempei-Krieges blieben die Minamoto 1185 in den Seeschlachten von Yashima und von Dan-no-ura siegreich und beherrschten fortan als Shōgune das gesamte Land. Ihre Seemacht war jedoch bescheiden und angesichts stets neu aufbrechender Bürgerkriege kaum in der Lage, gegen die aufkommende Piraterie vorzugehen. Zu Beginn des 13. Jahrhunderts begann eine neue Phase intensiver maritimer Wechselwirkungen zwischen Japan, Korea und China. Während China und Korea (Goryeo) zu Lande mit der Ausbreitung der Mongolen beschäftigt waren und gigantische Tributzahlungen aufbringen mussten, verfiel deren Küstenverteidigung und die zum Schutz des Handels notwendige Seestreitmacht. Dies machten sich japanische Piraten, die Wokou, zunutze und plünderten ab 1223 vor allem koreanische Küstenstädte und Handelsschiffe. Nach der Unterwerfung Chinas und Koreas forderten die Mongolen von Japan die Bekämpfung der Piraterie. Die japanische Ablehnung war letztlich ein Auslöser der vor allem von koreanischen Schiffen unterstützten Mongoleninvasionen in Japan 1274 und 1281. Die erfolgreiche Abwehr der Invasionen verdankten die Japaner zwar nicht ihren Kriegsschiffen, sondern ihrem Landheer und „göttlichen Stürmen“; nach der Niederlage der Mongolen und dem Verfall ihrer Macht aber begannen japanische Piraten militärisch organisierte Angriffe ab 1302 auch auf das mongolisch beherrschte China.
Die nach der Vertreibung der Mongolen 1368 in China an die Macht gelangte Ming-Dynastie und die 1392 in Korea an die Macht gelangte Joseon-Dynastie verstärkten die Küstenverteidigungen und schufen starke Kriegsflotten zum Schutz der Handelsschifffahrt sowie zur Bekämpfung der japanischen Piraten. Nach einem koreanischen Flottenangriff auf die Piratenbasis Tsushima fanden die japanischen Piratenüberfalle ab 1419 ein vorläufiges Ende. Ab Mitte des 15. Jahrhunderts jedoch verringerte China sein Marine-Engagement, auch die Küstenverteidigung verfiel. Chinesische Schmuggler schlossen sich den japanischen Piraten an. Das zeitgleiche Fehlen einer japanischen Zentralgewalt (Sengoko-Periode), die fähig oder doch zumindest willens gewesen wäre, die organisierte Piraterie zu bekämpfen, begünstigte deren Wiedererstarken. Ab Mitte des 16. Jahrhunderts erreichten die entlang der schiffbaren Flüsse bis ins chinesische Hinterland reichenden Angriffe einen erneuten Höhepunkt. Erst 1563 konnten die Chinesen (Qi Jiguang) den Piraten einen vernichtenden Schlag zufügen.
In Japan war erst Reichseiniger Oda Nobunaga in der Lage, die Piraterie zu beenden. Für den Kampf gegen rivalisierende Fürsten und Piraten hatte er 1576 große, möglicherweise eisenbewehrte Küstenschutzschiffe (Atakebune) bauen lassen, für die er die letzten Piraten rekrutierte. Sein Nachfolger, der Regent Toyotomi Hideyoshi wollte die nach der Reichseinigung nun arbeitslosen Samurai und Berufskrieger mit einem Feldzug gegen China ablenken. Da Korea den Japanern den Durchmarsch nach China verweigerte, begann Hideyoshi 1592 den Imjin-Krieg gegen Korea. Von Kyūshū aus setzte Hideyoshi mit hunderten Transportschiffen über. Den bis zu 200.000 gelandeten kriegserfahrenen Japanern hatte die koreanische Heeresmacht nichts entgegenzusetzen, die koreanische Kriegsmarine war der Flotte Hideyoshis jedoch überlegen und schlug sie bereits 1592 in der Seeschlacht von Okpo. Die koreanische Flotte war zwar kleiner als die japanische, die koreanischen Seeleute aber waren erfahrener und kampferprobt, ihre Schildkrötenschiffe waren stärker als die zahlenmäßig überlegenen japanischen Transportschiffe. Daran änderte auch 1597 der vorübergehende japanische Seesieg von Chilcheonryang nichts. Während der koreanische Admiral Yi Sun-sin 1598 die japanische Transportflotte bei Myongnyang schlug und so den Nachschub unterband, gelang es den Koreanern mit Hilfe chinesischer Truppen, die Japaner auch an Land zurückzuschlagen.
Die nach Japan zurückkehrenden Schiffe schlug Yi Sun-sin Ende 1598 in der Seeschlacht von Noryang erneut, doch auch nach dieser Niederlage und Hideyoshis Tod blieb Japan zunächst weiterhin eine Seefahrernation. Hunderte vom Tokugawa-Shōgunat ausgesandte Rotsiegel-Schiffe trieben zu Beginn des 17. Jahrhunderts Überseehandel bis zu den Philippinen, Indonesien und Hinterindien. Dort trafen sie auf europäische Schiffe, es kam zu ersten europäischen Einflüssen auf die japanische Schiffsbaukunst. Aus Angst vor überhandnehmenden europäischen Einflüssen (z. B. Christliche Missionierung) verfügte das Shogunat jedoch 1636 die Abschottung Japans, die Überseeschifffahrt wurde eingestellt, der Bau hochseetüchtiger Schiffe ebenso wie das Christentum verboten. Eine gewisse maritime Tradition hielt fortan nur noch der Shimazu-Clan aufrecht, der 1609 von Satsuma (Kigoshima) aus die Insel Okinawa und das gesamte Königreich Ryūkyū unterworfen hatte und die Seeverbindungen zu den Inseln beherrschte. Eben jene, später meist als Satsuma-Clan bekannten Abkömmlinge der Feudalherren der Region sollten in der Meiji-Epoche ab Ende des 19. Jahrhunderts eine Schlüsselrolle auch in der neuen Kaiserlichen Marine spielen.

### Zeit der Öffnung

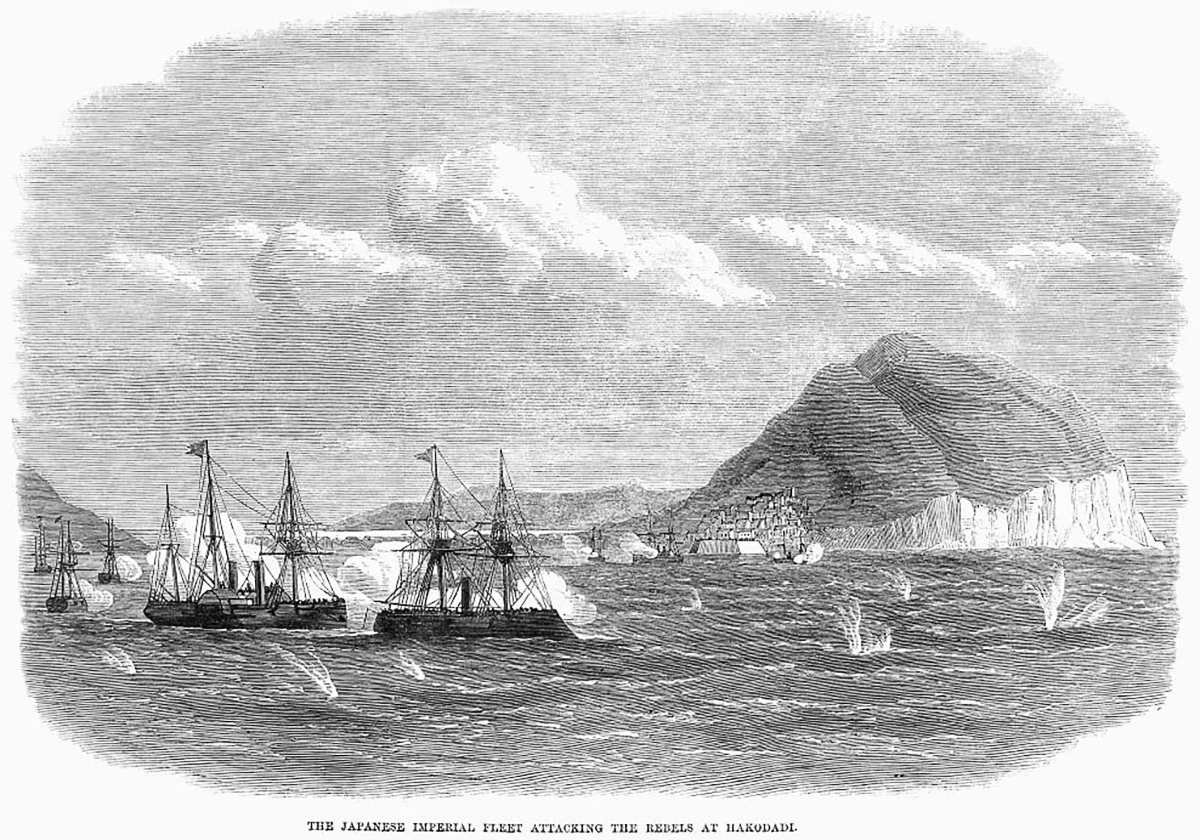
Seeschlacht von Hakodate (1869): im Vordergrund die Kampfschiffe Kasuga und Kōtetsu (Japans erstes Panzerschiff)

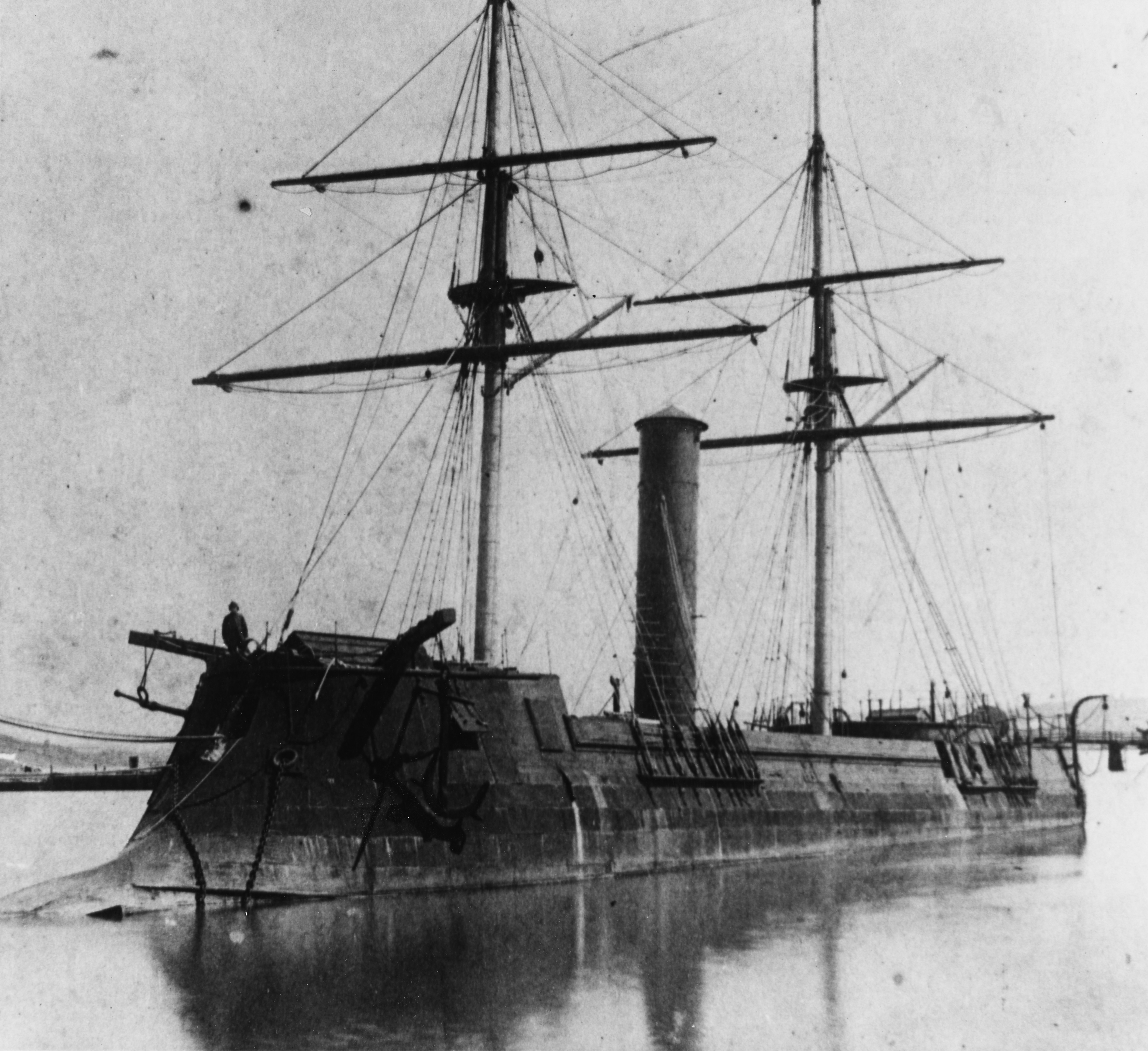
Die Kōtetsu (ehemals CSS Stonewall)

Erst nach der erzwungenen Öffnung des japanischen Reiches durch die USA nach 1854 (Konvention von Kanagawa) sowie dem Bombardement von Shimonoseki und Kagoshima sah die herrschende Schicht wieder die Notwendigkeit, die maritime Verteidigung zu modernisieren und auf den neuesten Stand zu bringen.
Mit der Meiji-Restauration ab 1868 wurde der Aufbau der Marine vorangetrieben. So wurde im Jahre 1869 in Nagasaki eine Marineschule eröffnet, und zukünftige Führungsoffiziere wurden zum Studium in westliche Länder geschickt. Der Anfangsbestand an veralteten Schiffen wurde von der Shōgunat-Marine übernommen. In der Regierungszeit von Kaiser Mutsuhito erwarben die Japaner 1869 ihr erstes stahlgepanzertes Schiff von den Franzosen, die Kōtetsu, vormals Stonewall, und andere Schiffe aus Frankreich und Großbritannien. Ihre erste Feuertaufe bestand die Kaiserliche Marine im Mai 1869 in der Seeschlacht von Hakodate gegen aufständische Reste der alten Shogunat-Marine. Nach der Beendigung dieses (ersten) Bürgerkrieges verfügte die Kaiserliche Marine 1873 über 17 Kriegsschiffe mit 70 Kanonen und 2.300 Mann, darunter eine Panzerkorvette mit 12 Kanonen, eine hölzerne Korvette mit 10 Kanonen und sechs Kanonenboote mit insgesamt 23 Kanonen. Ihr erster Einsatz gegen Nachbarstaaten, eine japanische Landung auf Taiwan, scheiterte 1874 noch an chinesischer Gegenwehr. Der nächste Einsatz war erfolgreicher: In Korea erzwangen japanische Kriegsschiffe bzw. japanische Kanonenbootpolitik 1876 die Öffnung dreier Vertragshäfen für den japanischen Handel. Nach einem zweiten Bürgerkrieg bzw. der Niederwerfung auch der Satsuma-Rebellion 1877 und der damit verbundenen Annexion der Ryūkyū-Inseln 1879 begann der Satsuma-Clan eine dominierende Rolle in der Kaiserlichen Marine zu spielen, zahlreiche Admirale und Marineminister entstammten dieser alten Samurai-Familie und ihren Nebenlinien (z. B. Saigō Tsugumichi, Yamamoto Gonnohyōe). Ihre Rivalität mit dem die Armee dominierenden Chōshū-Clan beeinflusste fortan die Politik der Regierung.
Zu Anfang des Jahres 1887 verfügte die Kaiserliche Marine über ein Kasemattschiff, zwei im Gürtel gepanzerte Kreuzer, zwei gepanzerte Rammschiffe, vier Rammkreuzer, acht Kreuzer (davon drei im Bau), drei Kreuzer zweiter Klasse, zwei Rad-Avisos (davon eins als Torpedoschulschiff verwendet), sieben Kanonenboote (davon eins im Bau), drei als Schulschiffe benutzte Schraubendampfer, eine Schraubenjacht, ein Hochseetorpedoboot, 19 Torpedoboote und zwei Torpedobarkassen. Von 1886 bis 1890 entwickelte der französische Kriegsschiffskonstrukteur Louis-Émile Bertin die Grundzüge des japanischen Flottenplans, bildete japanische Konstrukteure aus, entwarf moderne Kriegsschiffe und Stützpunkte.
1894, am Vorabend des Ersten Japanisch-Chinesischen Krieges, verfügte die japanische Flotte über 58 Kriegsschiffe mit 497 Geschützen, davon ein Panzerschiff und 26 Torpedofahrzeuge. Die Masse der kampfstarken Einheiten, die Japan in seiner Flotte hatte, war im Ausland angekauft worden:
- Hiei, gepanzerte Korvette, 2300 Tonnen, 1878 in Großbritannien fertiggestellt
- Kongō, gepanzerte Korvette, 2300 Tonnen, 1878 in Großbritannien fertiggestellt
- Fusō, Panzerschiff, 3700 Tonnen, 1878 in Großbritannien fertiggestellt
- Naniwa, Geschützter Kreuzer, 3600 Tonnen, 1885 in Großbritannien fertiggestellt
- Takachiho, Geschützter Kreuzer, 3600 Tonnen, 1885 in Großbritannien fertig gestellt
- Unebi, Geschützter Kreuzer, 3615 Tonnen, 1886 in Frankreich fertiggestellt
- Chiyoda, Geschützter Kreuzer, 2400 Tonnen, 1891 in Großbritannien fertiggestellt
- Itsukushima, Geschützter Kreuzer, 4200 Tonnen, 1891 in Frankreich fertiggestellt
- Matsushima, Geschützter Kreuzer, 4200 Tonnen, 1892 in Frankreich fertiggestellt
- Yoshino, Geschützter Kreuzer, 4150 Tonnen, 1892 in Großbritannien gebaut
- Akitsushima, Geschützter Kreuzer, 3100 Tonnen, 1894 in Japan fertiggestellt
- Hashidate, Geschützter Kreuzer, 4200 Tonnen, 1894 in Japan fertiggestellt

### Aufstieg zur Seemacht

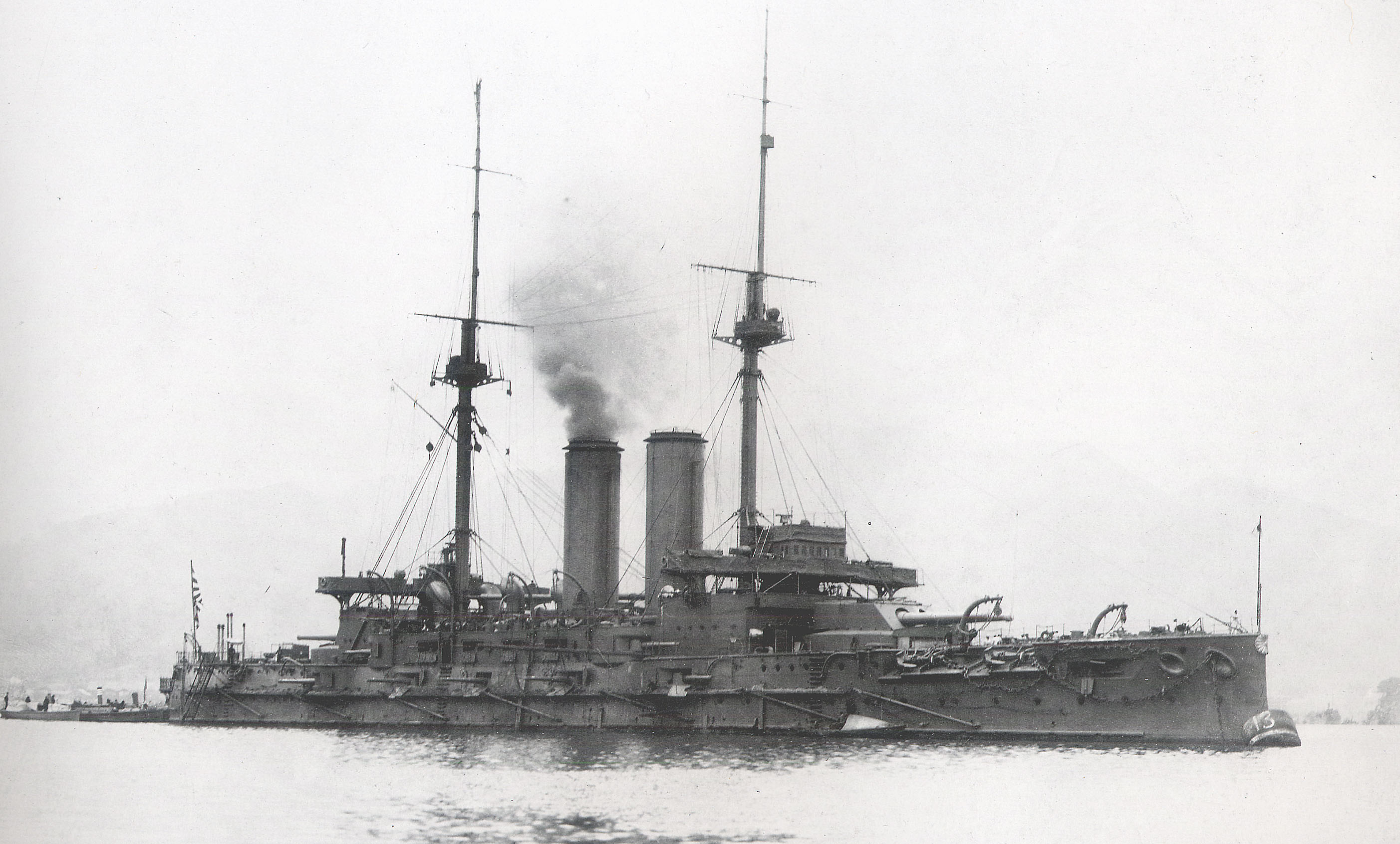
Die Mikasa, Flaggschiff in der Schlacht von Tsushima, war in England gebaut worden.

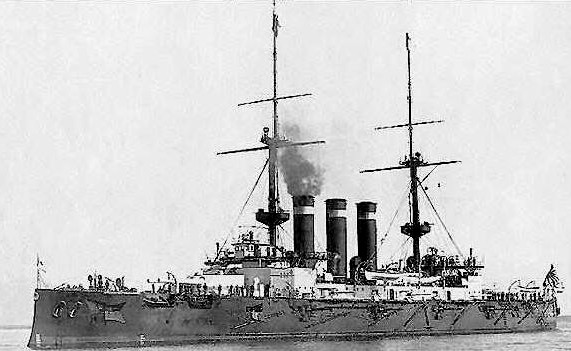
Einheitslinienschiffe, wie hier die Hatsuse, bildeten das Rückgrat der Flotte, bis sie durch Dreadnoughts abgelöst wurden.

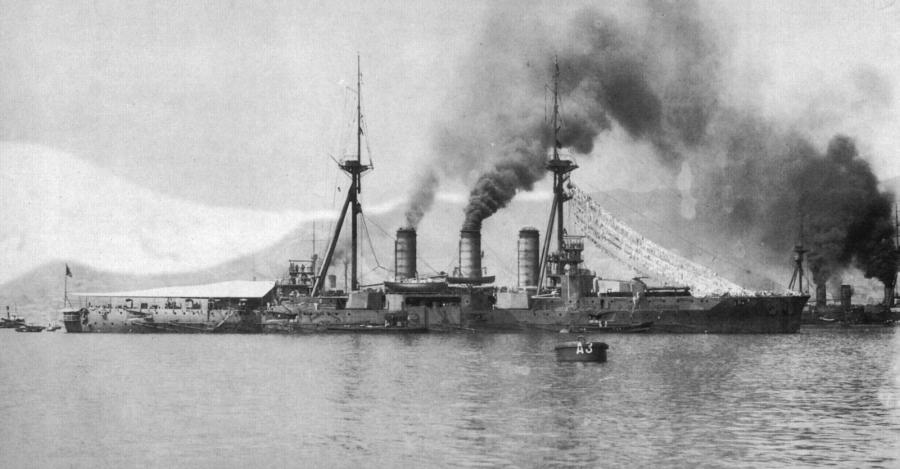
Der Schlachtkreuzer Kurama war in Japan gebaut worden, wurde aber nach nur 15 Dienstjahren auf Druck internationaler Verträge wieder abgebrochen.

Die erste große Bewährungsprobe erlebte die Kaiserlich Japanische Marine dann im Ersten Japanisch-Chinesischen Krieg. Am 17. September 1894 fand die Seeschlacht am Yalu statt, in der die japanische Flotte acht von zwölf chinesischen Kriegsschiffen versenkte.
Die Analyse der Schlacht führte zu wichtigen Erkenntnissen im Schiffbau. Insbesondere die schweren 32-cm-Geschütze der Matsushima und ihrer zwei Schwesterschiffe der Sankeikan-Klasse hatten enttäuscht, während ihren schnellfeuernden 12-cm-Waffen ein entscheidender Anteil am Sieg zugeschrieben wurde.
Nach dem Ende des ersten Japanisch-Chinesischen Krieges (1894–1895) und der von Russland erzwungenen Rückgabe der Liadong-Halbinsel an China begann Japan zur Vorbereitung eventueller weiterer Konflikte mit dem Aufbau einer schlagkräftigen Armee und Flotte. Dazu verkündete Japan einen 10-Jahres-Plan zum Aufbau seiner Seestreitkräfte. Kern des Plans war der Bau des „Sechs-Sechs-Programms“ von sechs Schlachtschiffen und sechs Panzerkreuzern als Kern der japanischen Marine. Da sich Japan noch nicht in der Lage sah, große gepanzerte Schiffe zu bauen, gingen die Aufträge an ausländische Werften, vor allem nach Großbritannien. Großbritannien und Japan näherten sich in ihren Interessen in dieser Zeit stark an, was schließlich in der Anglo-Japanischen Allianz endete. Frankreich, das anfangs einen starken Einfluss auf die Entwicklung der japanischen Marine hatte, und Deutschland schienen aus japanischer Sicht ihren Einfluss in Ostasien weiter ausweiten zu wollen.
Alle sechs Linienschiffe wurden in Großbritannien bestellt. Die beiden Schiffe der Fuji-Klasse, deren Bewilligung und Auftragsvergabe schon vor dem Krieg eingeleitet war, wurden die ersten Schiffe dieses Bauprogramms. Weitere drei Linienschiffe waren die 1896 bestellten Shikishima und Asahi, sowie die 1897 bestellte Hatsuse. Diese werden als Shikishima-Klasse bezeichnet, wobei sich Asahi als Zweischornsteiner von den beiden anderen Dreischornsteinern äußerlich unterschied, und daher oftmals als Einzelschiff betrachtet wird. Letztes Linienschiff dieses Bauprogramms war die 1902 ausgelieferte, besser gepanzerte Mikasa, die im Russisch-Japanischen Krieg als Flaggschiff der Flotte diente.
Die britische Firma Armstrong lieferte die Schiffsartillerie aller Schiffe des Ausbauprogramms, zwei der vorgenannten Linienschiffe (Yashima, Hatsuse), den geschützten Kreuzer Takasago und die vier Panzerkreuzer Asama, Tokiwa, Izumo und Iwate, von denen die beiden ersten und die letzten Schwesterschiffe waren. Aus politischen und diplomatischen Gründen wurde die Yakumo in Deutschland und ihr Beinah-Schwesterschiff Azuma in Frankreich bestellt. Die Yakumo war der einzige Neubau der japanischen Marine, der in Deutschland in Auftrag gegeben wurde. Bewaffnet waren auch diese beiden Panzerkreuzer aus Gründen der Kompatibilität mit britischen Geschützen.
Als ab 1897 die Spannungen mit Russland zunahmen, erwarb die japanische Marine noch zwei Panzerkreuzer der Kasuga-Klasse in Italien, die dort für Argentinien gebaut worden waren und sich bei Kriegsausbruch auf der Überführungsreise in Singapur befanden.
Japanische Eigenbauten beschränkten sich weitgehend auf Geschützte Kreuzer, Zerstörer und Kanonenboote. Zwischen dem Krieg mit China und dem mit Russland kamen acht Kreuzerneubauten in den Dienst der japanischen Flotte, von denen fünf (zwei der Suma-Klasse, zwei der Niitaka-Klasse und die Otowa) in Japan gebaut wurden, während die Kasagi und die Chitose aus den USA und die Takasago aus Großbritannien geliefert wurden.
Die japanische Marine beteiligte sich 1900 an der Bekämpfung des Boxeraufstandes in China auf Seiten der westlichen Mächte. Sie stellte die größte Zahl der alliierten Kriegsschiffe (18 von Anfangs 50 Schiffen) und das größte Truppenkontingent (20.840 Soldaten von Heer und Marine bei insgesamt 54.000 Mann). Die Zusammenarbeit mit den europäischen Mächte und den USA gaben den japanischen Militärs Einblicke in deren Methoden, Vorgehensweisen und Entscheidungsgrundlagen.
Der nächste große Konflikt war der Russisch-Japanische Krieg von 1904/05. Bereits seit dem Frühjahr 1903 hatten große Marinemanöver stattgefunden. Am Vorabend des Krieges zählte die Kriegsflotte 7 Linienschiffe von 93.712 Tonnen Größe (darunter das größte, Mikasa, Stapellauf 1900, 15.440 Tonnen, 19 Seemeilen in der Stunde schnell, 16.400 Pferdestärken, 4 schwere 30,5 cm, 14 mittlere, 32 leichte Schnellladekanonen, 4 Torpedorohre), 1 Panzerkanonenboot, 6 Panzerkreuzer von 58.778 Tonnen Größe (der größte, Iwate, Stapellauf 1900, 9.906 Tonnen, 21 Seemeilen in der Stunde schnell, 14.700 PS, 4 schwere, 14 mittlere, 20 leichte Schnellladekanonen, 4 Torpedorohre), 16 geschützte Kreuzer von 59.529 Tonnen (der größte, Kasagi, Stapellauf 1898, 4.978 Tonnen, 22,5 Seemeilen in der Stunde schnell, 17.235 PS, 2 schwere, 10 mittlere, 18 leichte Schnellladekanonen, 5 Torpedorohre), ferner 3 Avisos, 2 Kanonenboote, 21 Torpedofahrzeuge von 203–864 Tonnen, 57 Torpedoboote von 80–152 Tonnen. Als Hilfskreuzer waren 60 Dampfer der Nippon Yusen Kabushiki Kaisha dienstbereit. Nachdem die japanische Flotte im Februar 1904 in einem Überraschungsangriff die im Hafen von Port Arthur liegende russische Pazifikflotte ausgeschaltet hatte, gelang es ihr im Mai 1905 in der Seeschlacht bei Tsushima auch die zahlenmäßig überlegene russische Ostseeflotte zu besiegen. Die russische Flotte wurde dabei fast komplett vernichtet und verlor 34 von 38 Schiffen. Das Resultat der Schlacht war das Ende des Krieges und eine Veränderung im Bewusstsein der japanischen Marineplaner. Von nun an setzte man auf eine Strategie der „Großen Entscheidungsschlacht“ und begann andere mögliche Verläufe eines Konfliktes bei planerischen Überlegungen weitgehend zu vernachlässigen.
Kurz vor dem Ausbruch des Krieges mit Russland bestellte Japan noch zwei Linienschiffe ähnlich der britischen King-Edward-VII-Klasse in Großbritannien. Der Baubeginn der Katori-Klasse lag vor dem Verlust der Yashima und Hatsuse und war nicht eine Reaktion auf diese Verluste, wie oft dargestellt. Erst während des Russisch-Japanischen Kriegs bestellte die japanische Marine 1904 die Schlachtschiffe der Satsuma-Klasse, die Satsuma und Aki, in Japan, die 1905 in Yokosuka und Kure begonnen wurden. Auf diese vier Schiffe mit verstärkter Mittelartillerie folgten die ersten japanischen „Dreadnoughts“ mit den beiden Schiffen der Kawachi-Klasse, Kawachi und Settsu. Sie waren die ersten Schiffe eines neuen acht/acht Programms (acht Schlachtschiffe und acht Schlachtkreuzer). Ebenfalls während des Russisch-Japanischen Kriegs bestellte die japanische Marine sechs Panzerkreuzer der Tsukuba-Klasse als Reaktion auf den Verlust der genannten Linienschiffe. Sie sollten die gleiche schwere Artillerie erhalten und die Geschwindigkeit eines Panzerkreuzers haben. Tatsächlich wurden nur zwei Schiffe dieser Klasse fertiggestellt. Zwei ähnliche verstärkte Panzerkreuzer kamen als Ibuki-Klasse noch vor den ersten echten Schlachtkreuzern in den Dienst der Flotte. Diese vier schweren Panzerkreuzer wurden 1912 als erste Schlachtkreuzer umklassifiziert.

## Aufrüstung

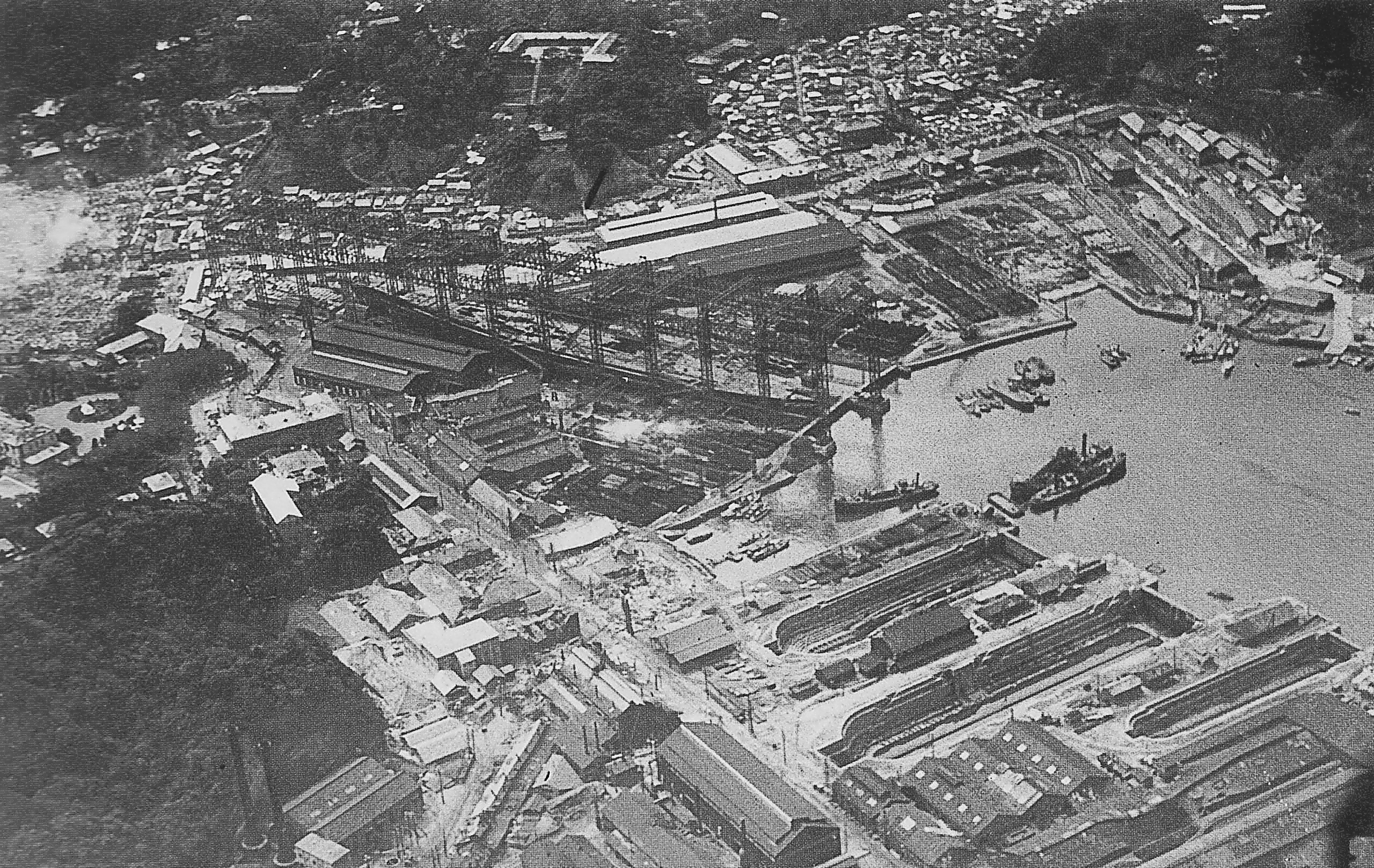
Die Marinewerft in Yokosuka 1923 mit der im Bau befindlichen Amagi

Nachdem es China und Russland besiegt hatte und die meisten europäischen Staaten im Ersten Weltkrieg schwere Verluste an Schiffen und industriellen Kapazitäten hatten hinnehmen müssen, stieg Japan um 1920 hinter England und den USA zur drittstärksten Seemacht der Welt auf.
Die USA hatten sich durch ihre Annexion von Hawaii 1898 und die Besetzung der Philippinen ab 1899 auch zur Regionalmacht im Pazifik entwickelt und standen im wirtschaftlichen Wettbewerb mit Japan. Die folgende Einmischung der USA in Japans China-Politik durch die Proklamation der „Politik der offenen Tür“ ab 1899 verschärfte die Spannungen weiter. Ein zukünftiger Schlagabtausch gegen den zahlenmäßig überlegenen Gegner USA schien den japanischen Marineplanern deshalb schon früh am wahrscheinlichsten.
Um ihre quantitative Unterlegenheit auszugleichen, setzte die japanische Marine bei der Planung neuer Schiffe und der Ausbildung ihrer Mannschaften auf eine Qualitätssteigerung und ein hohes Maß an Spezialisierung. Die kleinere Zahl an schweren Einheiten, die der Marine zur Verfügung stand, sollte zunächst dadurch ausgeglichen werden, dass man die Flotte des potentiellen Gegners durch Überraschungsangriffe so weit dezimierte, dass ihre Reste in einer großen Entscheidungsschlacht besiegt werden konnten. Noch ohne die technischen Möglichkeiten des Radars, erschienen Angriffe bei Nacht, in der die Dunkelheit die eigene Schwäche zu verschleiern half, oder durch U-Boote als ein geeignetes Mittel, dieses Ziel zu erreichen.
Japans Schwere- und Leichte Kreuzer, Zerstörer und U-Boote wurden in der Folgezeit speziell für diese Aufgabe entwickelt. Ein hoher Ausbildungsstand von Offizieren und Mannschaften, bei dem Wert auf Nachtkampffähigkeiten von ganzen Flottenverbänden gelegt wurde, sollten, gemeinsam mit der Entwicklung entsprechender Waffen, wie leistungsfähigen Torpedos, helfen die Strategie umzusetzen.
Diese Festlegung führte zu technischen Entwicklungen, die Japan in diesen Bereichen allen anderen Seemächten überlegen machte. Andere Bereiche, die bei einem, wider Erwarten, langem Seekrieg wichtig sein würden, wie etwa der Schutz der Handelsschiffe und die Bekämpfung feindlicher U-Boote, wurden weitgehend ignoriert.
Durch das Londoner Abkommen am Bau neuer Schlachtschiffe nachhaltig gehindert, konzentrierten sich die Japaner auf Kreuzer und Zerstörer, betrieben aber auch den Aufbau einer Flugzeugträgerflotte und der dazugehörigen Luftfahrtindustrie.

## Schiffbau 1912–1945

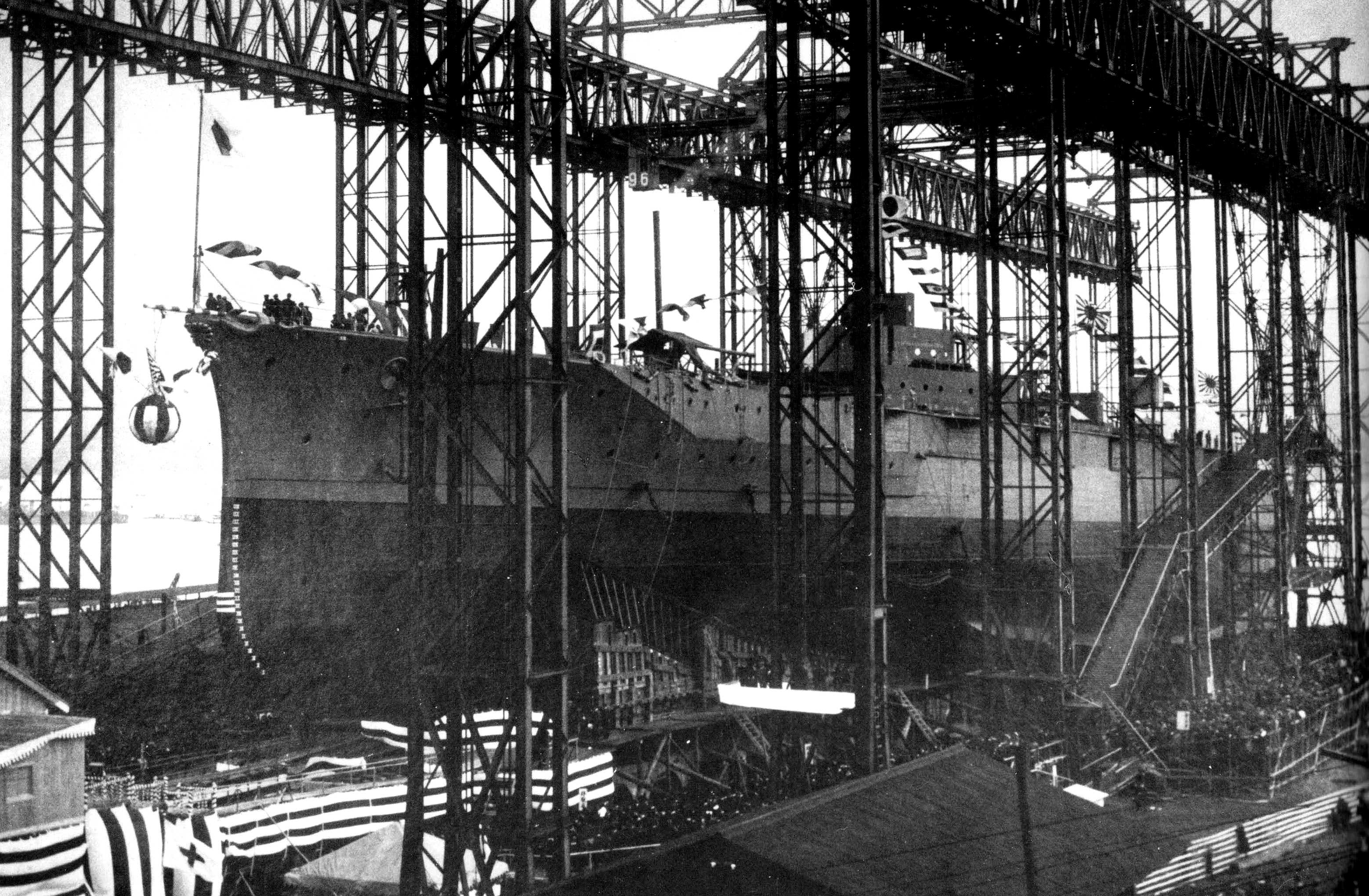
Die Kirishima, ein Schlachtkreuzer der Kongō-Klasse, läuft 1913 in Nagasaki vom Stapel

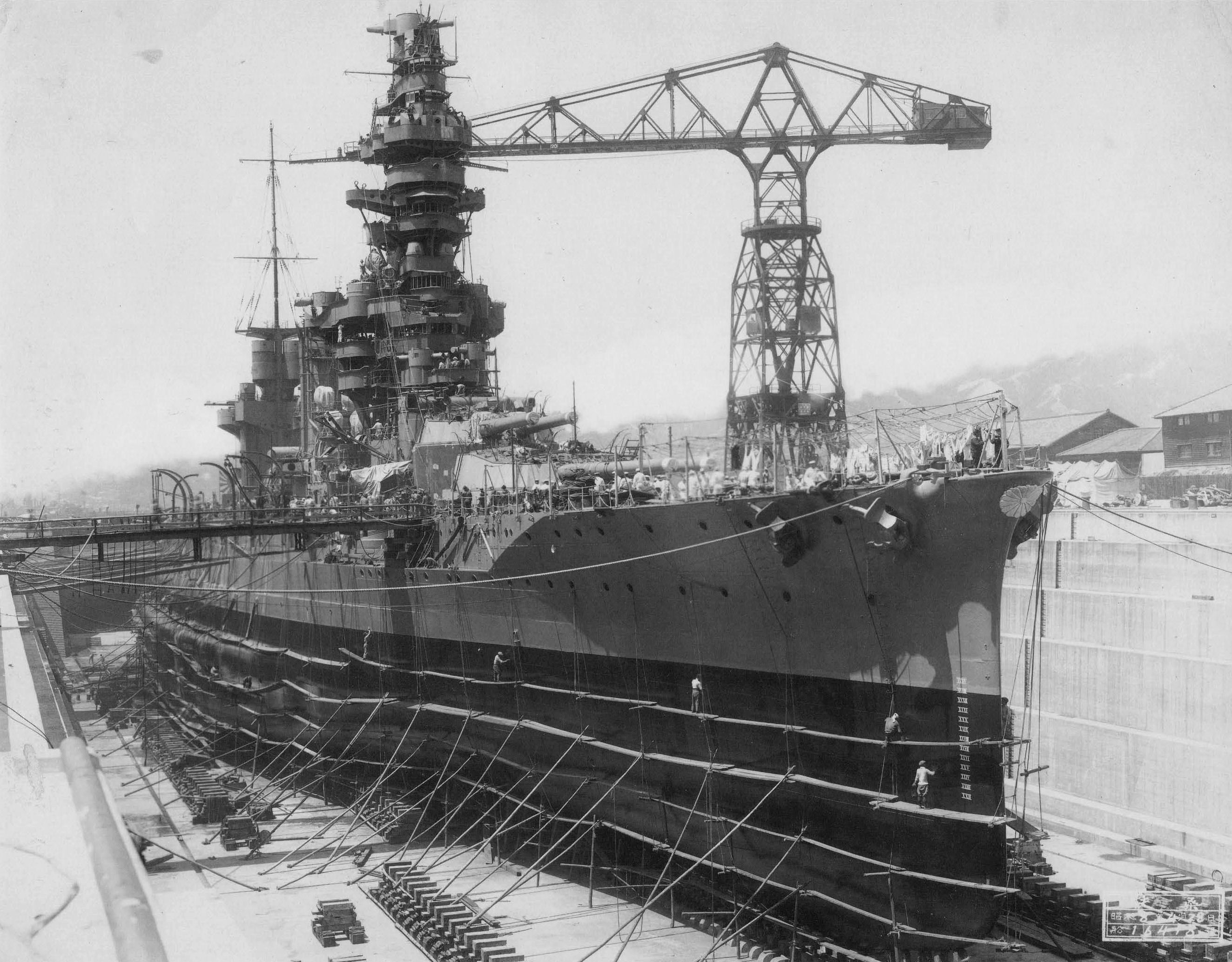
Nach dem international vereinbarten Neubaustop wurden alte Schlachtschiffe, wie hier die Fusō 1933 im Trockendock, umfassend modernisiert

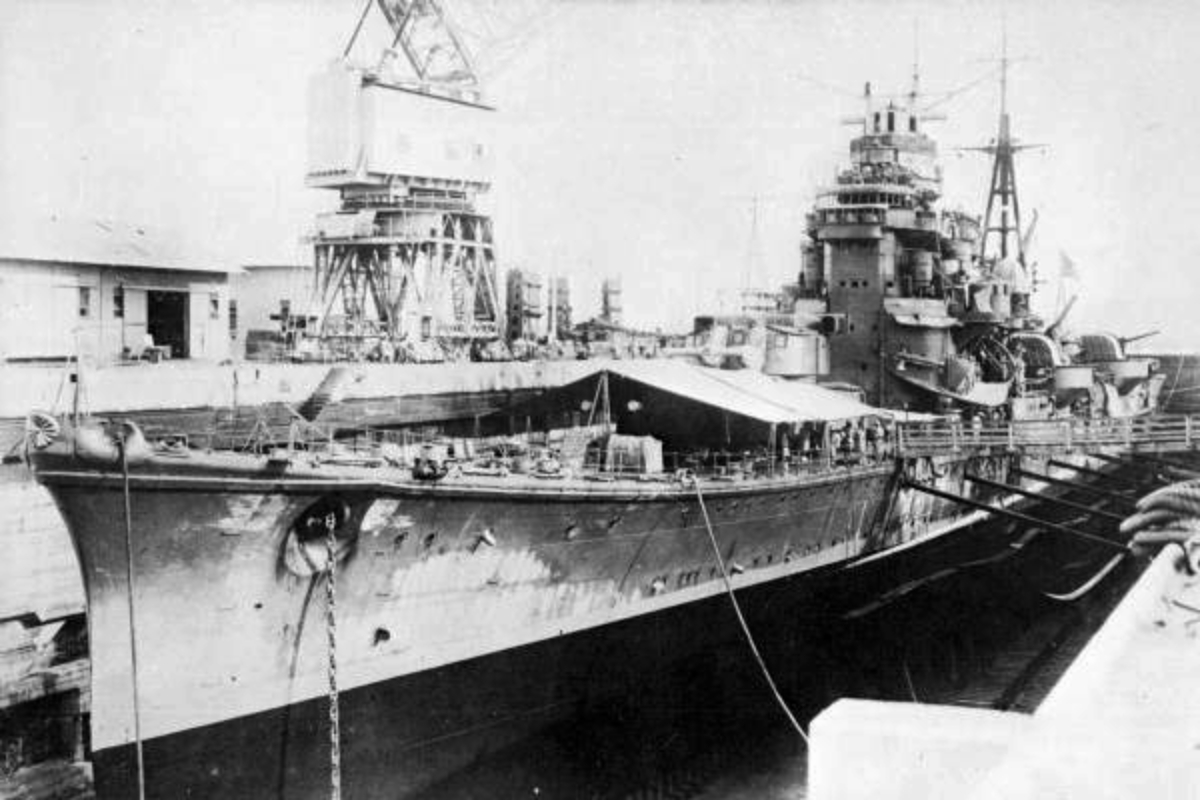
Konstruiert um auch bei Dunkelheit den Gegner überraschend anzugreifen, gehörten die Schweren Kreuzer wie die Ashigara zu den vielseitigsten Kampfeinheiten der Marine. Jedoch verletzten Bewaffnung und Verdrängung internationales Recht.

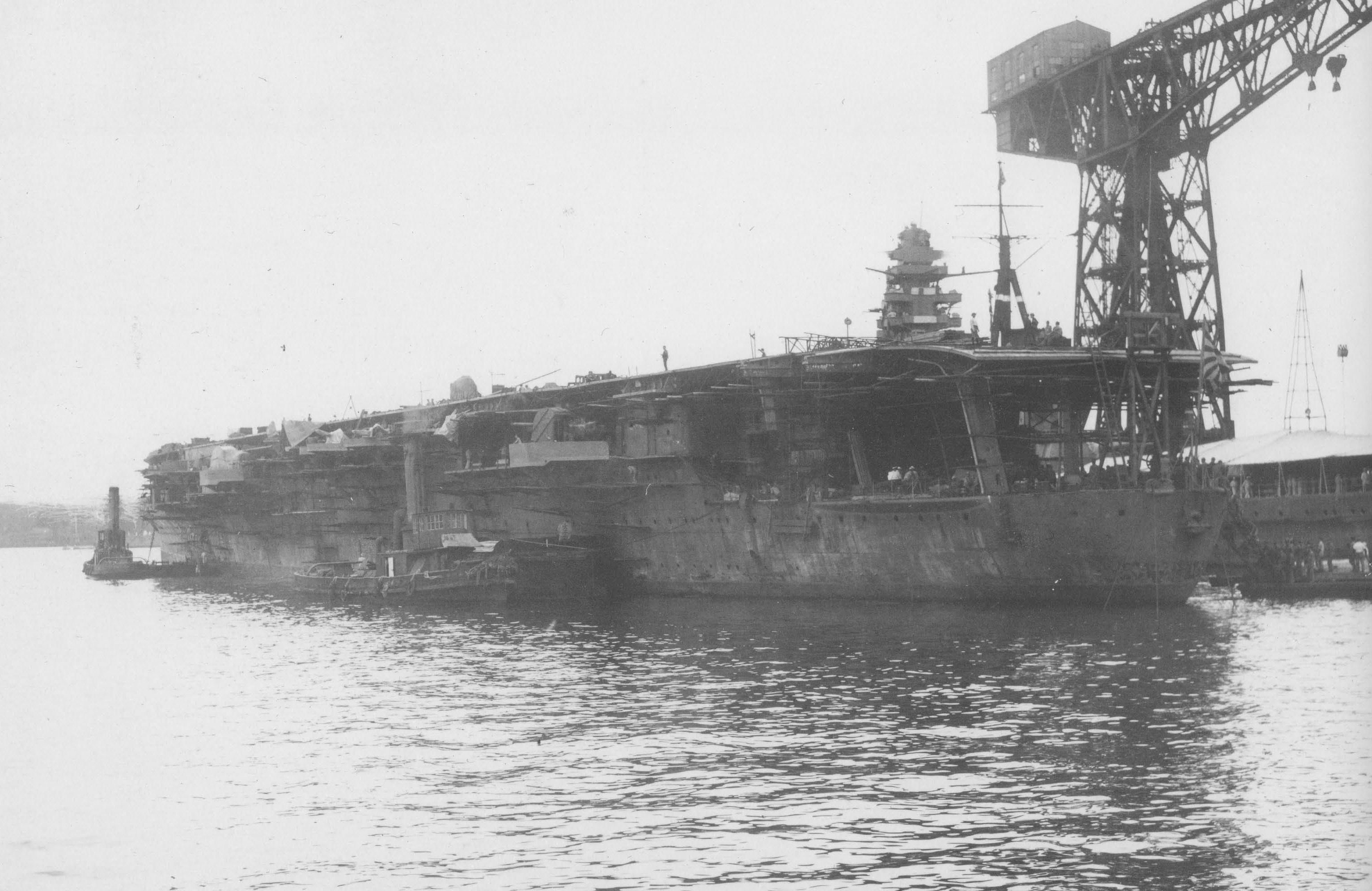
Um die Zahl dringend benötigter Flugzeugträger zu erhöhen, griff man oft auf den Umbau anderer Schiffe zurück. Die Shōhō, ein Träger der Zuihō-Klasse, 1941 kurz vor Abschluss ihres Umbaus zum Flugzeugträger.

Schlüsselelement für die Doktrin der großen Entscheidungsschlacht waren Überwassereinheiten mit schwerer Artillerie. Die Marine hatte zunächst acht Schlachtschiffe und acht Schlachtkreuzer gefordert, mit deren Bau vor dem Ersten Weltkrieg begonnen werden sollte. Das einzige Schiff, das im Ausland in Auftrag gegeben wurde, war 1913 der Schlachtkreuzer Kongō, der von der Vickers-Werft in Großbritannien auf Kiel gelegt wurde.
Die Marine konnte die Politik aber nicht überzeugen, die Mittel für den Bau aller geforderten Schiffe zur Verfügung zu stellen, so zog sich der Schlachtschiffbau bis zum Zweiten Weltkrieg hin. Von den begonnenen Einheiten musste der Bau der Tosa-Klasse und der der Amagi-Klasse aufgrund internationaler Flottenverträge eingestellt werden und die bereits vom Stapel gelaufene Tosa wurde bei verschiedenen Tests aufgebraucht und schließlich selbst versenkt. Das zweite Schiff der Tosa-Klasse und ein Schiff der Amagi-Klasse wurden zu Flugzeugträgern umgebaut.

### Großkampfschiffe

#### Schlachtschiffe
- Fusō-Klasse, 2 Schiffe, Baubeginn 1912
- Ise-Klasse, 2 Schiffe, Baubeginn 1915
- Nagato-Klasse, 2 Schiffe, Baubeginn 1917
- Tosa-Klasse, 2 Schiffe, Baubeginn 1920 (abgebrochen)
- Kii-Klasse, 4 Schiffe (gestrichen)
- Nummer-13-Klasse, 4 Schiffe (gestrichen)
- Yamato-Klasse, 5 Schiffe, Baubeginn 1937 (2 gestrichen)

#### Schlachtkreuzer
- Kongō-Klasse, 4 Schiffe, Baubeginn 1911
- Amagi-Klasse, 4 Schiffe, Baubeginn 1920 (abgebrochen)

### Flugzeugträger

#### Flottenflugzeugträger
Die Erkenntnis, dass Flugzeugträger eine Schlüsselrolle in zukünftigen Konflikten spielen würden, setzte sich ab 1920 nur langsam in den Reihen der Marineplaner durch. 1928 bildete man mit den drei vorhandenen Trägern die erste Trägerdivision und begann eine entsprechende, selbstständige Doktrin zu entwickeln. Erst als sich der Beginn des Zweiten Weltkrieges abzeichnete, fing die Marine an, eine massive Bautätigkeit im Bereich der Flugzeugträger zu entwickeln, stellte andere Bauprogramme weitgehend ein und begann auch mit der Umrüstung (*) anderer Schiffstypen zu Flugzeugträgern.
- Kaga, 1 Schiff, Baubeginn 1920*
- Akagi, 1 Schiff, Baubeginn 1920*
- Sōryū-Klasse, 2 Schiffe, Baubeginn 1934
- Shōkaku-Klasse, 2 Schiffe, Baubeginn 1937
- Shinano, 1 Schiff, Baubeginn 1940*
- Taihō, 1 Schiff, Baubeginn 1941
- Unryū-Klasse, 3 Schiffe, Baubeginn 1942

#### Leichte Flugzeugträger
- Hōshō, 1 Schiff, Baubeginn 1919
- Ryūjō, 1 Schiff, Baubeginn 1929
- Zuihō-Klasse, 2 Schiffe, Baubeginn 1934*
- Hiyō-Klasse, 2 Schiffe, Baubeginn 1939*
- Ryūhō, 1 Schiff, Baubeginn 1941*
- Chitose-Klasse, 2 Schiffe, Baubeginn 1943*
- Ibuki, 1 Schiff, Baubeginn 1943*

#### Geleitträger
- Taiyō-Klasse, 3 Schiffe, Baubeginn 1938*
- Kaiyō, 1 Schiff, Baubeginn 1942*
- Shin’yō, 1 Schiff, Baubeginn 1942*

Lediglich die vier Flugzeugträger Hōshō, Katsuragi, Jun’yō und Ryūhō überstanden den Zweiten Weltkrieg.

### Kreuzer

#### Schwere Kreuzer
Ein wichtiger Bestandteil der Flotte waren die sogenannten A-Klasse-Kreuzer. Diese Schweren Kreuzer schöpften die vertraglich erlaubten Grenzen voll aus und überschritten sie zum Teil sogar erheblich. Konstruiert mit dem Grundgedanken, sie in schnellen, überraschenden Angriffen bei Nacht einzusetzen, bildete ihre Artillerie- und Torpedobewaffnung die schwerste Kreuzerbewaffnung im internationalen Vergleich. Die Marine baute ab 1922 sechs Klassen schwerer Kreuzer, die siebte wurde eingestellt:
- Furutaka-Klasse, 2 Schiffe, Baubeginn 1922
- Aoba-Klasse, 2 Schiffe, Baubeginn 1924
- Myōkō-Klasse, 4 Schiffe, Baubeginn 1924
- Takao-Klasse, 4 Schiffe, Baubeginn 1927
- Mogami-Klasse, 4 Schiffe, Baubeginn 1931
- Tone-Klasse, 2 Schiffe, Baubeginn 1934
- Ibuki-Klasse, 2 Schiffe, Baubeginn 1942 (abgebrochen)

#### Leichte Kreuzer
Aus den Erkenntnissen des Ersten Weltkrieges leitete die Marine die Notwendigkeit von Schiffen mit der Kampfkraft eines Zerstörers, die aber eine größere Reichweite und bessere Kommunikationsmöglichkeiten besitzen sollten, ab. Die Anforderungen erhöhten sich um eine schwere Torpedobewaffnung und später auch um Fähigkeiten zur U-Bootbekämpfung.
- Tenryū-Klasse, 2 Schiffe, Baubeginn 1917
- Kuma-Klasse, 5 Schiffe, Baubeginn 1918
- Nagara-Klasse, 6 Schiffe, Baubeginn 1922
- Sendai-Klasse, 3 Schiffe, Baubeginn 1922
- Yūbari, 1 Schiff, Baubeginn 1922
- Katori-Klasse, 4 Schiffe, Baubeginn 1938 (1 gestrichen)
- Agano-Klasse, 4 Schiffe, Baubeginn 1939
- Ōyodo, 1 Schiff, Baubeginn 1941

### Zerstörer
Zerstörer hatten sich zum Arbeitstier der Marinen entwickelt und die japanische Marine investierte zunächst umfassend in den Aufbau ihrer Zerstörerflotte, vernachlässigte deren kontinuierliche Modernisierung jedoch, so dass der überwiegende Teil ihrer Flottille zu Beginn des Pazifikkrieges 1941 veraltet war oder kurz vor dem Ende der Dienstzeit stand.

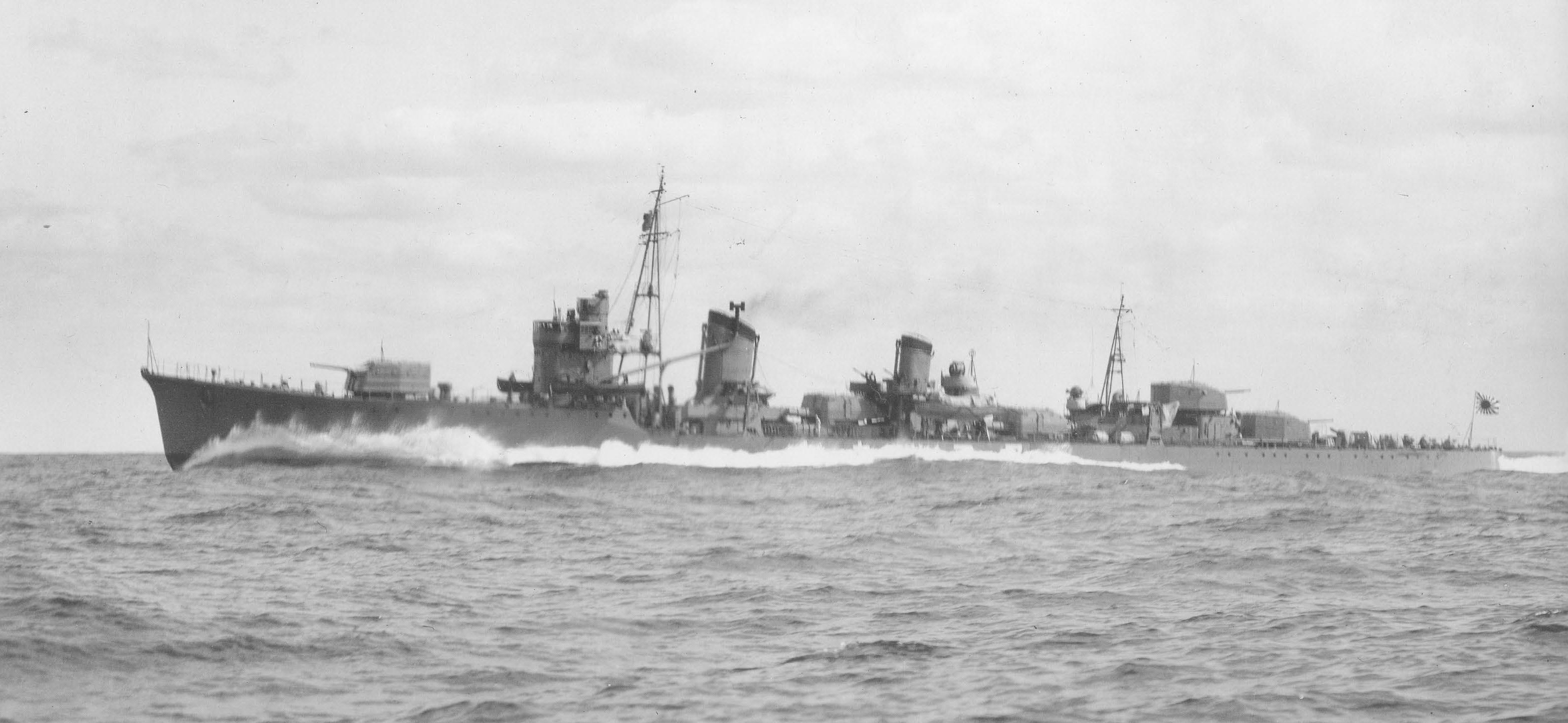
Die Zerstörer der Kagerō-Klasse, hier die Amatsukaze, waren schwer bewaffnet und besaßen gute Seetauglichkeit, ihnen fehlten jedoch leistungsfähige U-Jagd-, Flugabwehr- und Radarausrüstung

Das Vernachlässigen des Zerstörerbaus und die Spezialisierung der Schiffsklassen auf den Kampf gegen Überwasserschiffe erwies sich in Kombination mit mangelhafter Nachrüstung der bestehenden Einheiten mit moderner Radar- und U-Jagd-Ausrüstung im Pazifikkrieg als verheerend für die japanische Handelsschifffahrt.
- Sakura-Klasse, 2 Schiffe, Baubeginn 1912
- Urakaze-Klasse, 2 Schiffe, Baubeginn 1913
- Kaba-Klasse, 10 Schiffe, Baubeginn 1915
- Momo-Klasse, 4 Schiffe, Baubeginn 1916
- Isokaze-Klasse, 4 Schiffe, Baubeginn 1916
- Kawakaze-Klasse, 2 Schiffe, Baubeginn 1916
- Enoki-Klasse, 6 Schiffe, Baubeginn 1917
- Minekaze-Klasse, 15 Schiffe, Baubeginn 1918
- Momi-Klasse, 21 Schiffe, Baubeginn 1919
- Kamikaze-Klasse, 9 Schiffe, Baubeginn 1921
- Wakatake-Klasse, 8 Schiffe, Baubeginn 1921
- Mutsuki-Klasse, 12 Schiffe, Baubeginn 1924
- Fubuki-Klasse, 20 Schiffe, Baubeginn 1926
- Akatsuki-Klasse, 4 Schiffe, Baubeginn 1930
- Hatsuharu-Klasse, 6 Schiffe, Baubeginn 1931
- Shiratsuyu-Klasse, 10 Schiffe, Baubeginn 1933
- Asashio-Klasse, 10 Schiffe, Baubeginn 1935
- Kagerō-Klasse, 19 Schiffe, Baubeginn 1937
- Yūgumo-Klasse, 19 Schiffe, Baubeginn 1940
- Akizuki-Klasse, 12 Schiffe, Baubeginn 1940
- Shimakaze, 1 Schiff, Baubeginn 1941
- Matsu-Klasse, 18 Schiffe, Baubeginn 1943
- Tachibana-Klasse, 14 Schiffe, Baubeginn 1944

### Torpedoboote
- Chidori-Klasse, 4 Schiffe, Baubeginn 1931
- Ōtori-Klasse, 8 Schiffe, Baubeginn 1934

### Patrouillenfahrzeuge

#### Kaibōkan
Kaibōkan (japanisch 海防艦) (Kai = Ozean, Bo = Verteidigung, Kan = Schiff, Ozeanverteidigungsschiff) waren Sicherungsschiffe der Kaiserlich Japanischen Marine, welche von 1939 bis 1945 in Japan in verschiedenen Werften gebaut wurden. Es wurden sechs verschiedene Kaibokan-Klassen gebaut. Als erstes wurde die Shimushu-Klasse oder Klasse A gebaut. Am 13. Dezember 1939 begann der Bau der Shimushu, des ersten Schiffs der gleichnamigen Kaibokan-Klasse. Es wurden bis Kriegsende 171 Kaibokan Schiffe fertiggestellt. Ferner wurde im Juni 1944 die Isojima, der erbeutete chinesische Leichter Kreuzer Ning Hai, und die Yasojima, der erbeutete chinesische Leichter Kreuzer Ping Hai, als Kaibokan in Dienst gestellt. Von den 173 Kaibokan waren bei Kriegsende nur noch 68 einsatzbereit. Die anderen Schiffe wurden meist durch Angriffe Alliierter U-Boote und Flugzeuge versenkt. Die Schiffe der Shimushu-Klasse wurden für die Aufgaben als Sicherungsschiffe für Konvois, Minenabwehrfahrzeug und Fischereischutzboot gebaut. Die späteren Klassen wurden nur als Sicherungsschiffe für Konvois gebaut. Im Konvoi war die U-Boot-Abwehr und Flugzeugabwehr die Hauptaufgabe.
- Shimushu-Klasse, 4 Schiffe, Baubeginn 1938
- Etorofu-Klasse, 14 Schiffe, Baubeginn 1942
- Mikura-Klasse, 8 Schiffe, Baubeginn 1942
- Ukura-Klasse, 31 Schiffe, Baubeginn 1943
- C-Klasse, 56 Schiffe, Baubeginn 1943
- D-Klasse, 67 Schiffe, Baubeginn 1943

#### Kanonenboote und Sonstige
- Seta-Klasse, 4 Flusskanonenboote, Baubeginn 1922
- Atami-Klasse, 2 Flusskanonenboote, Baubeginn 1928
- Fushimi-Klasse, 2 Flusskanonenboote, Baubeginn 1938
- Hashidate-Klasse, 2 Kanonenboote, Baubeginn 1939
- U-Jagdboot Nr.1-Klasse, 3 U-Jagdboote, Baubeginn 1933
- U-Jagdboot Nr.13-Klasse, 49 U-Jagdboote, Baubeginn 1939

### U-Boote

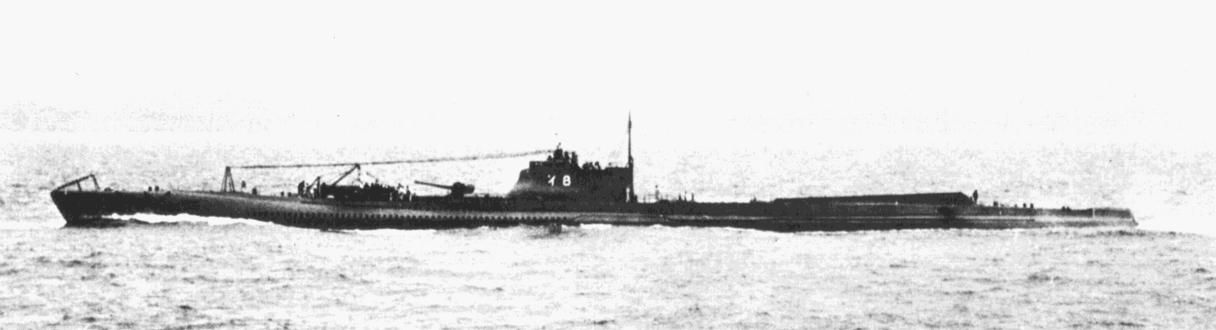
1938 wurde das Boot I-8 in Dienst gestellt. Ein zerlegtes Wasserflugzeug wurde in einem zylindrischen Container mitgeführt und konnte über das Katapult nach achtern gestartet werden. Auf dem Vorschiff der großen Boote stand ein Deckgeschütz und die Wasserverdrängung übertraf zeitgenössische Entwicklungen, wie etwa die des deutschen Typ VII Bootes um das Dreifache.

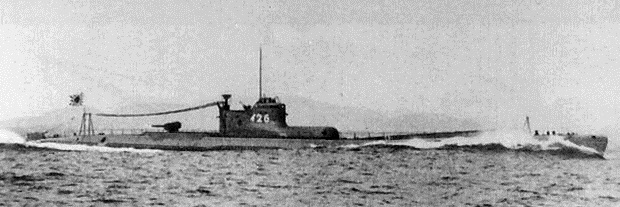
Die B-1-Klasse, hier das Boot I-25 von 1941, war mit zwanzig Booten eine der am häufigsten gebauten Varianten. Die niedrige Verkleidung, die sich von der Basis des U-Bootturms auf das Vordeck erstreckt, verbirgt hier den Container, in dem das Wasserflugzeug mitgeführt wurde, der Start erfolgte über das Katapult auf dem Vorschiff. Das Deckgeschütz wurde entsprechend hinter den Turm gesetzt.

Die Kaiserlich Japanische Marine begann vor dem Ersten Weltkrieg, verschiedene ausländische U-Boot Muster zu importieren und zu untersuchen. Man kaufte Muster der amerikanischen Holland-Klasse, der britischen C- und L-Klasse, des französischen Laubeuf-Typs und der italienischen Fiat-Laurenti-Typs an. Sieben ehemals deutsche U-Boote fielen 1919 nach dem Krieg an Japan und wurden ausgiebig getestet. Dazu wurden deutsche Spezialisten angeworben, um japanische Konstrukteure und Strategen zu schulen. Die dann folgenden U-Boot-Bauten wurden weitgehend als Unterstützungseinheiten für die reguläre Flotte gesehen und wiesen so zum Teil Eigenschaften wie hohe Geschwindigkeit und die Fähigkeit zum Tragen eines Aufklärungsflugzeuges auf, die für diese Rolle hilfreich erschienen. Anders als andere Seestreitkräfte der Zeit, entwickelte die japanische Marine eine sehr breite Vielfalt an U-Boot-Typen.
Die nach dem Ersten Weltkrieg ausgelieferten U-Boote waren:

| Boot   | Typ    | Verdrängung   | japanische Kennung |
| ------ | ------ | ------------- | ------------------ |
| U 125  | UE2    | 1164 / 1512 t | bis 1921 als O1    |
| U 46   | U Ms   | 725 / 940 t   | bis 1921 als O2    |
| U 55   | U Ms   | 715 / 902 t   | bis 1921 als O3    |
| UC 90  | UC III | 474 / 560 t   | bis 1921 als O4    |
| UC 99  | UC III | 474 / 560 t   | bis 1921 als O5    |
| UB 125 | UB III | 516 / 651 t   | bis 1921 als O6    |
| UB 143 | UB III | 516 / 651 t   | bis 1921 als O7    |

Vickers L-Klasse
- Typ L(1), zwei Boote
- Typ L(2), vier Boote
- Typ L(3), drei Boote
- Typ L(4), neun Boote

Kaigun Chū-Klasse
- Typ Kaichū I, zwei Boote
- Typ Kaichū II, drei Boote
- Typ Kaichū III, zehn Boote
- Typ Kaichū IV, drei Boote
- Typ Kai Toku chū, vier Boote
- Typ Kaichū V, zwei Boote
- Typ Kaichū VI, achtzehn Boote

Kaigun Dai-Klasse
- Typ Kaidai I, ein Boot
- Typ Kaidai II, zwei Boote
- Typ Kaidai IIIa, Vier Boote
- Typ Kaidai IIIb, drei Boote
- Typ Kaidai IV, drei Boote
- Typ Kaidai V, drei Boote
- Typ Kaidai VIa, sechs Boote
- Typ Kaidai VIb, zwei Boote
- Typ Kaidai VII, zehn Boote

Junyo Sentoki (Junsen)-Klasse
- Typ J1, vier Boote
- Typ J1 Mod., ein Boot (mit zwei Aufklärungsflugzeugen)
- Typ J2, ein Boot
- Typ J3, zwei Boote (mit je einem Aufklärungsflugzeug)

Kaigun-A-Klasse
- Typ A1, drei Boote (mit je einem Aufklärungsflugzeug)
- Typ A2, ein Boot (mit je einem Aufklärungsflugzeug)
- Typ AM, zwei Boote (mit je zwei Sturzkampfbombern)

Kaigun-B-Klasse
- Typ B1, zwanzig Boote (mit je einem Aufklärungsflugzeug)
- Typ B2, sechs Boote (mit je einem Aufklärungsflugzeug)
- Typ B3, drei Boote (mit je einem Aufklärungsflugzeug)

Kaigun-C-Klasse
- Typ C1, fünf Boote
- Typ C2, drei Boote
- Typ C3, drei Boote

Kaigun-D-Klasse
- Typ D1, elf Boote
- Typ D2, ein Boot

Kirai Sentoki-(Kiraisen-)Klasse, vier Boote

Sensuikan Ho-(Senho-)Klasse, ein Boot

Sensuikan-Toku-(Sen-Toku-)Klasse, drei Boote (mit je drei Sturzkampfbombern)

Sensuikan-Taka-(Sen-Taka-)Klasse, drei Boote

### Minenabwehrfahrzeuge
- W-1-Klasse, 6 Schiffe, Baubeginn 1922
- W-13-Klasse, 6 Schiffe, Baubeginn 1931
- W-7-Klasse, 6 Schiffe, Baubeginn 1937
- W-19-Klasse, 17 Schiffe, Baubeginn 1940
- Wa-1-Klasse, 22 Schiffe, Baubeginn 1941

### Minenleger und Netzleger
- Katsuriki, 1 Schiff, Baubeginn 1916
- Shirataka, 1 Schiff, Baubeginn 1927
- Itsukushima, 1 Schiff, Baubeginn 1928
- Tsubame-Klasse, 2 Schiffe, Baubeginn 1928
- Yaeyama, 1 Schiff, Baubeginn 1930
- Natsushima-Klasse, 2 Schiffe, Baubeginn 1931
- Okinoshima, 1 Schiff, Baubeginn 1934
- Hatsutaka-Klasse, 3 Schiffe, Baubeginn 1938
- Sokuten-Klasse, 15 Schiffe, Baubeginn 1938
- Tsugaru, 1 Schiff, Baubeginn 1939
- Tenyo Maru, 1 Hilfsminenleger, Erworben 1941
- Minoo, 1 Schiff, Baubeginn 1944
- Kamishima-Klasse, 2 Schiffe, Baubeginn 1945

### Seeflugzeugträger und -tender
- Notoro, 1 Schiff, Baubeginn 1919
- Kamoi, 1 Schiff, Baubeginn 1921
- Kamikawa-Maru-Klasse, 4 Schiffe, Baubeginn 1937
- Mizuhō, 1 Schiff, Baubeginn 1937
- Nisshin, 1 Schiff, Baubeginn 1938
- Akitsushima, 1 Schiff, Baubeginn 1940

### Hilfsschiffe
- Asahi Maru, 1 Lazarettschiff
- Jingei-Klasse, 2 U-Boot-Begleitschiff, Baubeginn 1922
- Ondo-Klasse, 3 Tanker, Baubeginn 1922
- Yasukuni Maru, 1 U-Boot-Begleitschiff, Baubeginn 1929
- Akashi, 1 Werkstattschiff, Baubeginn 1937
- Kaiyō Nr.1-Klasse, 6 Forschungs-/Wetterschiffe, Baubeginn 1939
- Kashino, 1 Munitionstransporter, Baubeginn 1939
- Hashima-Klasse, 4 Kabelleger,  Baubeginn 1939
- Kinesaki-Klasse, 4 Kühlschiff, Baubeginn 1940
- Irako, 1 Transportschiff, 1940
- Fujikawa Maru, Flugzeugtransporter
- Ashizuri-Klasse, 2 Trossschiffe, Baubeginn 1941
- Sunosaki-Klasse, 2 Trossschiffe, Baubeginn 1942
- Kazahaya 1 Flottentanker, Baubeginn 1942
- Hakachi, 1 Zielschiff, Baubeginn 1943
- Marinetransporter 1. Klasse, 21 Landungsschiffe, Baubeginn 1943
- Marinetransporter 2. Klasse, 69 Landungsschiffe, Baubeginn 1943
- Ōhama, 1 Zielschiff, Baubeginn 1944

### Kleinkampfmittel
Um ihre Inselstützpunkte und die japanischen Heimatinseln im Falle von drohenden Invasionen zu schützen, initiierte die Marine noch bis zum Ende des Krieges mehrere Projekte zum Bau sogenannter Kleinkampfmittel. Die Programme umfassten mehrere Typen von Kleinst-U-Booten, wie die Kleine Fliege, das Versuchs-U-Boot-Klasse Typ A und die  Kleinst-U-Boote Typ A, Typ B (nur Prototyp), Typ C und Typ D. Dazu kamen verschiedene Typen des bemannten Torpedos Kaiten und Sprengboote des Typs Shin’yō. Die Erfolge dieser Kampfmittel waren jedoch bescheiden, oder sie kamen zu spät zum Einsatz, um den Kriegsverlauf noch zu beeinflussen.
Andere extreme Mittel, wie der Einsatz der Fukuryō, einer Einheit von Tauchern, die sich bei der Abwehr feindlicher Landungsschiffe selbst opfern sollten, wurden in geringem Umfang vorbereitet, kamen aber nicht mehr zum Einsatz.

## Personal
Die japanische Marine begann um 1900 ihr Ausbildungsprogramm neu zu strukturieren. Gestützt auf eigene Studien und Beobachtungen im Ausland, führte die Kaiserlich Japanische Marineakademie ein Kurssystem ein, das aus einem zweijährigen Studium für angehende Stabsoffiziere und einem sechsmonatigen Lehrgang für Junioroffiziere bestand. Die Absolventen des halbjährlichen Kurses wurden dann zur Vertiefung an Schulen der Marine abkommandiert, um Navigation, Feuerleitung, Torpedoschießen und andere technische Disziplinen zu erlernen.
Durch die Praxis, nur dann Kandidaten zu Marineoffizieren auszubilden, wenn die Marine tatsächlich Bedarf an neuen Offizieren hatte, waren die Abgängerzahlen der Marineakademie zu gering, um mit der wachsenden Zahl der Schiffe in der Marine mitzuhalten. Bei geschätzten zehn Jahren Ausbildungs- und Dienstzeit, die man für einen kompetenten Leutnant benötigte, und 20 Jahren, die ein fähiger Kommandant benötigte, war die Praxis, mit der Ausbildung zusätzlicher Offiziere erst zu beginnen, wenn ein neues Schiff in Auftrag gegeben war, nicht mehr zeitgemäß. Zwar gelang es so bei der Auswahl der wenigen zugelassenen Kandidaten einen hohen Ausbildungsstand zu wahren, aber es konnten keine signifikanten Reserven aufgebaut werden, die im Krieg dringend gebraucht wurden. Speziell die geringe Personaldecke bei der Marineluftwaffe sollte sich bei den schweren Verlusten im Pazifikkrieg als ein Problem erweisen, das nie befriedigend gelöst werden konnte.

## Dienstgrade

### Offiziere
| Dienstgradgruppe | Flaggoffiziere                                                    | Flaggoffiziere                         | Flaggoffiziere             | Flaggoffiziere            | Flaggoffiziere             | Stabsoffiziere            | Stabsoffiziere            | Stabsoffiziere            | Subalternoffiziere       | Subalternoffiziere       | Subalternoffiziere       |
| --- | ----------------------------------------------------------------- | -------------------------------------- | -------------------------- | ------------------------- | -------------------------- | ------------------------- | ------------------------- | ------------------------- | ------------------------ | ------------------------ | ------------------------ |
| Kragenspiegel |                                                                   |                                        |                            |                           |                            |                           |                           |                           |                          |                          |                          |
| Ärmelstreifen |                                                                   |                                        |                            |                           |                            |                           |                           |                           |                          |                          |                          |
| Dienstgrad | 大元帥陸海軍大将 Dai gensui riku kai gun taishō1 (Generalissimus) | 元帥(海軍)大将 gensui (kaigun)2 taishō | (海軍)大将 (kaigun) taishō | (海軍)中将 (kaigun) chūjō | (海軍)少将 (kaigun) shōshō | (海軍)大佐 (kaigun) taisa | (海軍)中佐 (kaigun) chūsa | (海軍)少佐 (kaigun) shōsa | (海軍)大尉 (kaigun) taii | (海軍)中尉 (kaigun) chūi | (海軍)少尉 (kaigun) shōi |
| Dienstgrad (Wehrmacht) | Reichsmarschall                                                   | Großadmiral                            | Admiral                    | Vizeadmiral               | Konteradmiral              | Kapitän zur See           | Fregattenkapitän          | Korvettenkapitän          | Kapitänleutnant          | Oberleutnant zur See     | Leutnant zur See         |
| 1 Nur vom japanischen Kaiser als Oberkommandierendem der Streitkräfte bekleidet. 2 Der Vorsatz kaigun zeigt an, dass es sich um einen Marineoffizier und rikugun um einen Heeresoffizier handelt. |                                                                   |                                        |                            |                           |                            |                           |                           |                           |                          |                          |                          |

### Offizieranwärter und Deckoffiziere
| Dienstgradgruppe       | Offizieranwärter                   | Offizieranwärter                                                              | Offizieranwärter                                               | Warrant Officer                   |
| ---------------------- | ---------------------------------- | ----------------------------------------------------------------------------- | -------------------------------------------------------------- | --------------------------------- |
| Kragenspiegel          |                                    |                                                                               |                                                                |                                   |
| Ärmelstreifen          |                                    |                                                                               |                                                                | keine Abzeichen                   |
| Dienstgrad             | 海軍少尉候補生 kaigun shōi kōhosei | 海軍予備学生・生徒 kaigun yobi gakusei/seito 海軍見習尉官 kaigun minarai ikan | 海軍兵学校生徒 kaigun heigakō seito 海軍委託生 kaigun itakusei | 兵曹長 heisōchō                   |
| Dienstgrad (Wehrmacht) | Fähnrich zur See                   | Seekadett                                                                     | keine Entsprechung (Kadett)                                    | keine Entsprechung (Deckoffizier) |

### Unteroffiziere und Mannschaften
| Dienstgradgruppe       | Unteroffiziere     | Unteroffiziere     | Unteroffiziere     | Mannschaften           | Mannschaften          | Mannschaften        | Mannschaften        |
| ---------------------- | ------------------ | ------------------ | ------------------ | ---------------------- | --------------------- | ------------------- | ------------------- |
| Abzeichen              |                    |                    |                    |                        |                       |                     |                     |
| Dienstgrad             | 上等兵曹 jōtōheisō | 一等兵曹 ittōheisō | 二等兵曹 nitōheisō | 水兵長 suiheichō       | 上等水兵 jōtōsuihei   | 一等水兵 ittōsuihei | 二等水兵 nitōsuihei |
| Dienstgrad (Wehrmacht) | Oberbootsmann      | Bootsmann          | Maat               | Matrosenhauptgefreiter | Matrosenobergefreiter | Matrosengefreiter   | Matrose             |

## Bodenstreitkräfte
Die Kaiserlich Japanische Marine hatte umfangreiche Bodenstreitkräfte (jap. 海軍陸戦隊, Kaigun riku sentai) innerhalb und außerhalb des Japanischen Kaiserreichs im Einsatz. Bereits 1870 stellte sie die Japanische Marineinfanterie auf, die aus Infanterie- und Artillerie-Einheiten bestand. Ab 1929 erfolgte eine Umgruppierung und die damit verbundene Aufstellung von Einheiten bzw. Abteilungen für den operativen Einsatz bei amphibischen Landungen, unterstützenden Fallschirmeinsätzen im Feindgebiet, Fliegerabwehr, Bewachung von Marinebasen bzw. Marineeinrichtungen, Pionier- und Kommunikationswesen, Militärpolizei und zivile Ingenieursabteilungen. Die berühmtesten Einheiten, die aus den Bodenstreitkräfte der Kaiserlich Japanischen Marine hervorgingen, waren die Speziallandungskräfte der Marine (darunter Marine-Fallschirmjäger), die während des Zweiten Japanisch-Chinesischen Krieges und des Pazifikkrieges an zahlreichen Einsätzen teilnahmen.

## Einsätze

### Erster Chinesisch-Japanischer Krieg
Der Erste Chinesisch-Japanische Krieg war der erste Ernstfall für die japanische Marine. Diese war ihren chinesischen Gegnern an Material und Ausrüstung deutlich überlegen und konnte in der Seeschlacht am Yalu am 17. September 1894 einen deutlichen Sieg über die chinesische Flotte erringen.

### Russisch-Japanischer Krieg
Im Russisch-Japanischen Krieg war es die japanische Flotte, die die Kampfhandlungen eröffnete. In der Nacht vom 8. auf den 9. Februar 1904 griffen japanische Zerstörer in einem Überraschungsangriff die vor Port Arthur liegende russische Pazifikflotte an. Obwohl nur drei der abgefeuerten 16 Torpedos detonierten, konnten drei Linienschiffe bewegungsunfähig gemacht werden. Erst am 10. Februar 1904 erklärte das Japanische Kaiserreich dem Russischen Kaiserreich offiziell den Krieg. Danach kam es zu den Seegefechten bei Tschemulpo, im Gelben Meer, Ulsan und Korsakow, die alle siegreich für die Japaner endeten.
Vom 27. auf den 28. Mai 1905 kam es zur entscheidenden Seeschlacht bei Tsushima, in der die Japaner das Zweite russische Pazifikgeschwader vernichtend schlugen. Von 32 russischen Schiffen wurden 28 versenkt oder mussten kapitulieren.

### Erster Weltkrieg
Die Kaiserlich Japanische Marine nahm nur an wenigen Kampfhandlungen im Ersten Weltkrieg teil. Erwähnenswert ist die Belagerung des deutschen Stützpunktes in Qingdao, bei der sie zahlreiche Operationen zum Sperren des Hafens und zum Transport japanischer Truppen durchführte. Die japanischen Verluste beschränkten sich hier auf den Geschützten Kreuzer Takachiho und einige kleinere Einheiten. Im weiteren Kriegsverlauf besetzten japanische Truppen die deutschen Stützpunkte auf den Marianen, Karolinen und den Marshallinseln.
Zur Entlastung seiner eigenen Flotte bat Großbritannien Japan um die Entsendung von Kreuzern und Zerstörern. Sie wurden hauptsächlich für Geleitschutzaufgaben im Mittelmeer und Patrouillendienste am Kap der Guten Hoffnung eingesetzt, wobei der Zerstörer Sakaki am 11. Juni 1917 durch das österreich-ungarische Unterseeboot U-27 vor Kreta nahe der kleinen Insel Cengotto torpediert und am Vorderschiff schwer beschädigt wurde. 59 Mann der 92-köpfigen Besatzung, von denen sich die meisten in der Mannschaftsmesse nahe dem Bug aufgehalten hatten, kamen dabei ums Leben.

### Zweiter Weltkrieg

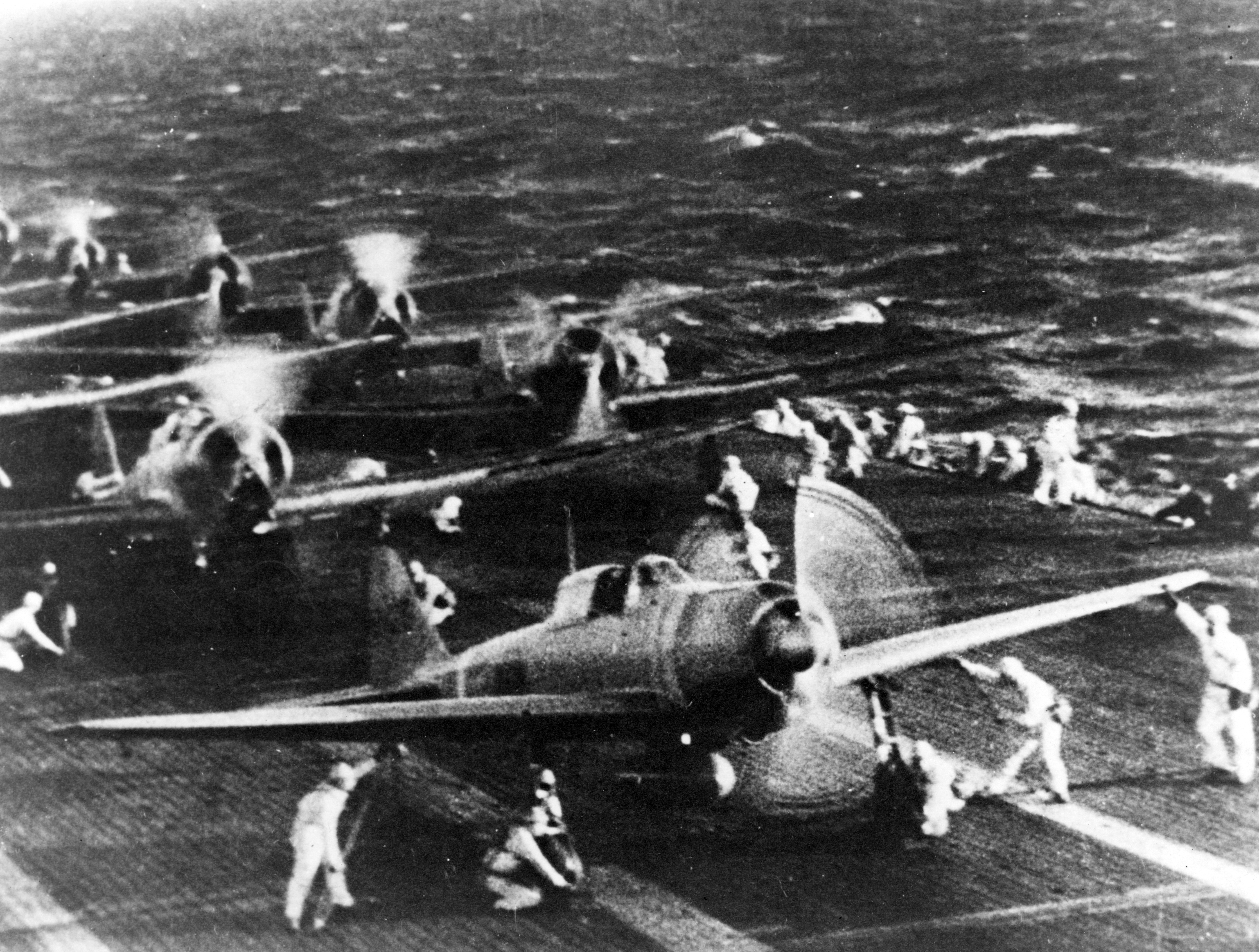
Flugzeuge des Flugzeugträgers Shōkaku kurz vor dem Start zum Angriff auf Pearl Harbor

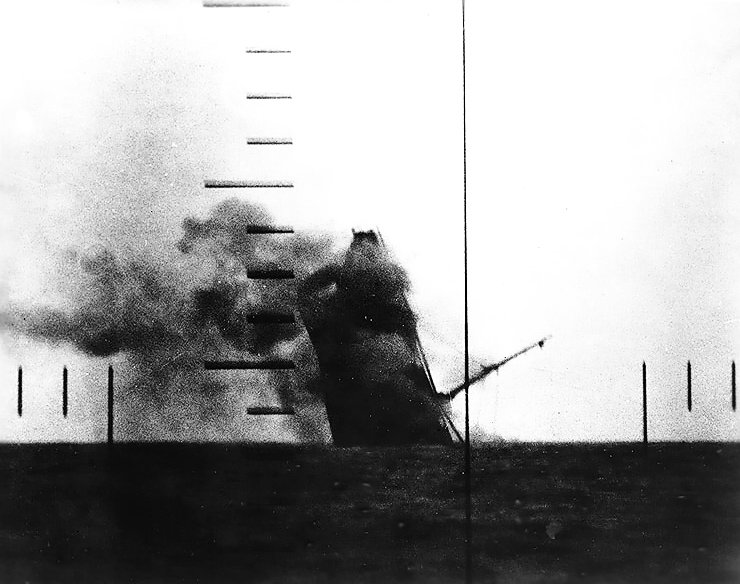
Ein japanisches Frachtschiff sinkt 1943 nach Torpedotreffern im Gelben Meer

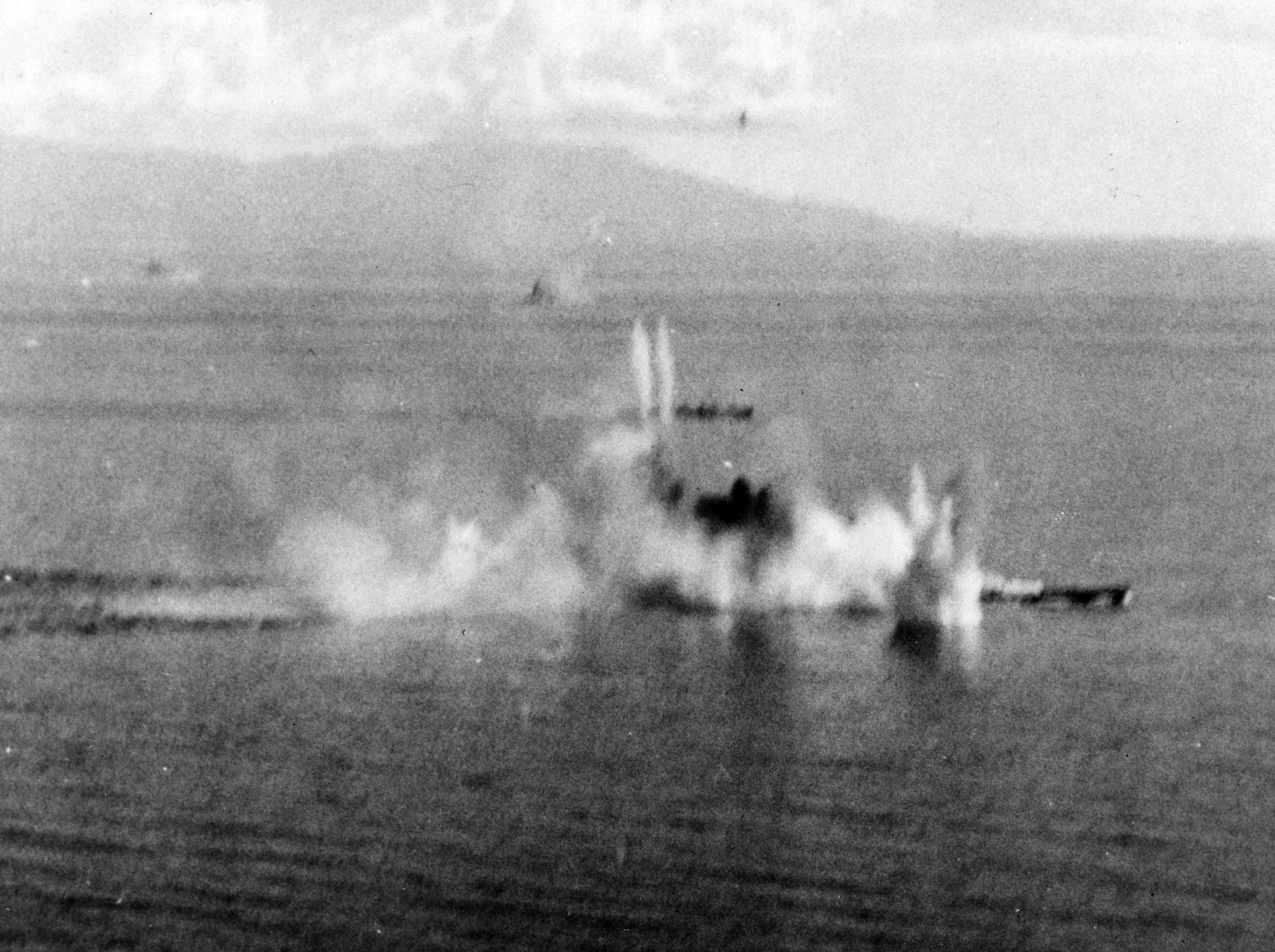
Das Superschlachtschiff Musashi wird 1944, während der Schlacht von Leyte, von den Wasserfontänen einschlagender Fliegerbomben eingegabelt

#### Anfang
Das Ölembargo gegen Japan vom Juli 1940 und der wachsende ökonomische Druck in der Folgezeit, führten, nicht zuletzt auf Druck der Kaiserlichen Marine, bei den japanischen Politikern schließlich zu der Einsicht, dass sich eine militärische Auseinandersetzung mit den USA nicht vermeiden ließ.
Die Führung der japanischen Marine war sich bewusst, dass sie einen längeren Krieg gegen die Alliierten im Pazifik nicht würde führen können. Nachdem Frankreich, die Niederlande und Großbritannien durch militärische Verluste auf dem europäischen Kriegsschauplatz geschwächt waren und ihre Besitzungen im pazifischen Raum nicht mehr verteidigen konnten, nutzten die japanischen Planer die Gelegenheit und bereiteten die Landung japanischen Truppen in der Region vor. Eröffnet wurde der bewaffnete Konflikt mit einem Überraschungsangriff im Dezember 1941 auf die amerikanische Flottenbasis Pearl Harbor durch japanische Trägerflugzeuge, dem zeitnah Landungsoperationen im gesamten pazifischen Raum folgten. Mit den in Niederländisch-Indien besetzten Ölfeldern konnte die Treibstoffknappheit zunächst ausgeglichen werden. Mit eingespielten Mannschaften, ihrer modernen Kreuzer- und Flugzeugträgerflotte und ihrer exzellenten Nachtkampffähigkeit, gelang es der Kaiserlichen Marine in der Anfangsphase des Krieges, den Verbänden der Royal Navy, der Niederländer, der Australier und Amerikaner schwere Verluste zuzufügen.
Nachdem der erhoffte Friedensschluss mit den USA nicht zustande gekommen war, sah sich das Kaiserreich nach dem Doolittle Raid gezwungen, sein Einflussgebiet im Pazifik weiter auszudehnen. Im Juni 1942, in der Schlacht um Midway und in den folgenden Schlachten um die Insel Guadalcanal erlitt die kaiserliche Marine empfindliche Verluste an Schiffen, Flugzeugen und Personal, die sie nicht mehr ausgleichen konnte. Parallel stiegen die Zahlen der durch amerikanische U-Boote versenkten japanischen Frachtschiffe und Tanker schnell an, während der kaiserlichen Marine die zahlenmäßige Stärke und die technischen Mittel zur Bekämpfung dieser Bedrohung fehlten. Von 6,6 Millionen Tonnen verfügbarer Transportkapazität zu Beginn des Pazifikkrieges entfielen 1,8 Millionen auf Marineoperationen und 2,1 Millionen auf Transporte für die Kaiserlich Japanische Armee. Den alliierten U-Booten gelang es bereits im Jahr 1942, mehr Schiffsraum zu versenken, als die japanischen Werften neu bauen konnten.
Das Fehlen von leistungsfähigen japanischen Radargeräten und der Einbruch von amerikanischen Abhörspezialisten in den japanischen Marinefunkverkehr verschafften der Gegenseite auf operativer und strategischer Ebene einen Informationsvorsprung, der immer häufiger bei Gefechten das Blatt zugunsten der Amerikaner wendete.

#### Ende
Unfähig ihre Handelsschifffahrt zu beschützen, die Verluste an eigenen Schiffen durch Neubauten auszugleichen, die Verluste von hochqualifiziertem Personal aufzufangen und den technischen Fortschritt der Amerikaner einzuholen, geriet die Kaiserlich Japanische Marine im Pazifikkrieg immer weiter in die Defensive. Die letzte große Entscheidungsschlacht bei den Philippinen, zu der die Planer der Marine den überwiegenden Teil der noch vorhandenen Schiffe einsetzten, führte im Oktober 1944 zur See- und Luftschlacht im Golf von Leyte, bei der ein beträchtlicher Teil der Schiffe der Kaiserlichen Marine verloren ging. Die Reste der Flotte sollten bis zum Ende des Krieges keine entscheidende Rolle mehr spielen.
Nach Ende des Krieges verpflichtete sich Japan, keine Kriegsmarine mehr aufzustellen. Im Rahmen seiner Selbstverteidigungsstreitkräfte richtete Japan jedoch die Meeresselbstverteidigungsstreitkräfte ein, die aber defensiv ausgerichtet sind und lediglich die Flagge der Kaiserlichen Marine übernommen haben.